# Hatchepsout
Cette page contient des caractères spéciaux ou non latins. S’ils s’affichent mal (▯, ?, etc.), consultez la page d’aide Unicode.
Ne doit pas être confondu avec Hatchepsout (fille de roi).
Hatchepsout est une reine de l'Égypte antique, qui est devenue pharaon, cinquième souveraine de la XVIIIe dynastie.
Elle est la fille du pharaon Thoutmôsis Ier et de la grande épouse royale Ahmès. Son époux est Thoutmôsis II, fils de Thoutmôsis Ier et d'une épouse secondaire, Moutnofret Ire. Le couple a une fille, Néférourê.
Hatchepsout monte sur le trône vers 1478 av. J.-C. Elle règne conjointement avec Thoutmôsis III, le fils de son époux et d'une épouse secondaire de celui-ci, Iset.
Selon l'égyptologue James Henry Breasted, Hatchepsout est connue pour être la « première grande femme dont l'histoire ait gardé le nom ».
Manéthon l'appelle Amessis ou Amensis.

## Jeunesse
Hatchepsout est la fille de Thoutmôsis Ier et de la Grande épouse royale Ahmès. Thoutmôsis et Ahmès sont les enfants de la dame Séniséneb,.

### Naissance
Hatchepsout est probablement née à Thèbes entre 1508 et 1495 av. J.-C.. Christiane Desroches Noblecourt indique qu'il s'agit d'une « petite fille d'une coudée de long, au visage triangulaire marqué d'une finesse, d'un charme et d'une noblesse extrême » ayant inspiré à sa mère les mots : Hatchepsout — « elle est à la tête des nobles dames »,.
Ses parents Thoutmôsis et Ahmès appartiennent probablement à une branche latérale de la royauté, et ne font pas partie de la famille royale. Ainsi, au moment de sa naissance, son père Thoutmôsis n'est pas un héritier du pharaon Amenhotep Ier.
Dès sa naissance, la petite Hatchepsout est confiée aux soins d'une nourrice, Sat-Rê.

### Fratrie
Quatre ans après la naissance d'Hatchepsout, ses parents Thoutmôsis et Ahmès ont une autre fille, Néféroubity,, qui meurt jeune, vers l'an 3 du règne de son père.
Le père d'Hatchepsout a d'autres enfants :
- Amenmès, né vers l'an 9 ou 10 du règne d'Amenhotep Ier[7]. Sa mère est peut-être Ahmès[10] ou Moutnofret Ire[7],[5]. En l'an 4 de son règne, son père le nomme « général en chef et fils du roi »[5]. Il a alors quinze ans et fait construire un naos[n 6] dédié au dieu Harmakhis au pied du Sphinx[11]. Il meurt avant la fin du règne de son père ;

- Ouadjmès, né deux ans après Amenmès[7]. Sa mère est l'épouse secondaire Moutnofret Ire,[7],[5]. De santé fragile et ayant des visions, il est décrit comme « vivant dans le monde des esprits »[12] ;

- le futur Thoutmôsis II, né un an après Hatchepsout[7]. Sa mère est également Moutnofret Ire[7],[5].

### Princesse royale

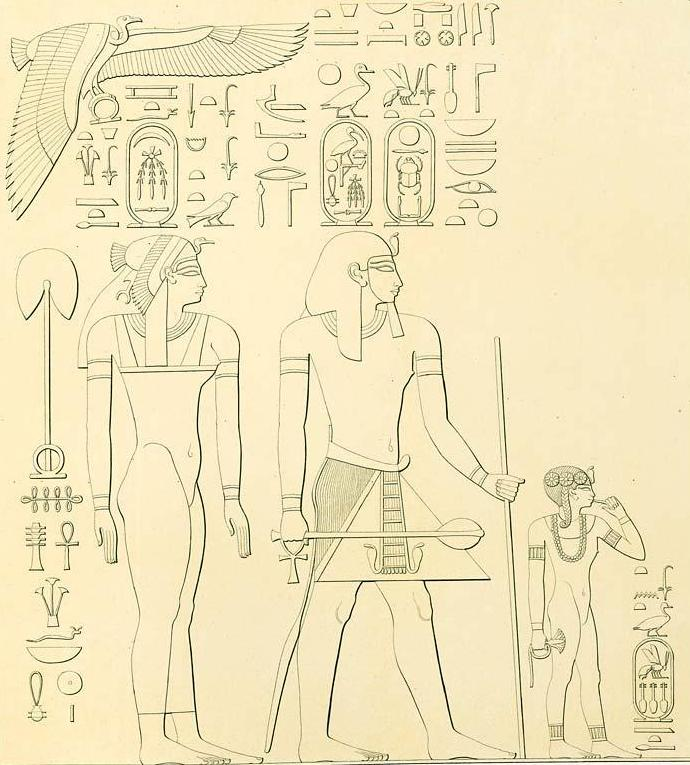
La famille d'Hatchepsout : son père Thoutmôsis Ier, accompagné de son épouse Ahmès et de leur plus jeune fille, Néféroubity.

Alors qu'Hatchepsout a huit ou neuf ans, le pharaon Amenhotep Ier meurt sans descendance.
Son père Thoutmôsis Ier devient roi, peut-être désigné par Amenhotep Ier lui-même, à moins qu'il n'ait été choisi par la mère de celui-ci, la reine douairière Ahmès-Néfertary. Celle-ci est représentée à côté du nouveau pharaon et de sa reine sur la stèle commémorant l'événement. Selon un décret officiel envoyé au vice-roi Touri, Thoutmôsis Ier monte sur le trône le 21e jour du 3e mois de Peret.
Hatchepsout, devenue princesse royale, suit les leçons données par des précepteurs. Son père choisit Ahmès Pen-Nekhbet, un vaillant soldat qui a servi durant les campagnes militaires d'Amenhotep Ier. Les leçons du « père nourricier » sont complétées par les récits du chef des rameurs, Ahmès, fils d'Abana, qui conte ses exploits récompensés par l'« or de la vaillance », mais aussi ses découvertes de pays lointains, dont le « pays de Koush ».
Dotée d'un esprit vif, Hatchepsout acquiert une maturité qui incite son père à la préparer à jouer un grand rôle dans la vie du royaume. Une inscription sur un mur du temple de Deir el-Bahari le cite lorsqu'il proclame : « je la mettrai à ma place ». Pour Claude Vandersleyen, le récit n'est pas forcément fictif : il est possible que Thoutmôsis ait souhaité favoriser Hatchepsout comme successeur, ses autres héritiers étant de santé fragile.

### L'oracle
Lors de la seconde année de son règne, Thoutmôsis Ier entreprend une expédition au royaume de Koush. En son absence, l'oracle d'Amon à Karnak proclame :

« L'an II, le 2e mois de Peret, le 29e jour fut celui de proclamer miennes les Deux Terres dans la grande cour du « Harem du Sud ». Voici ce que sa Majesté rendit un oracle en présence de ce dieu parfait. 
Et mon père apparut dans sa belle fête « Amon chef des dieux ». Il entraîna ma Majesté [dans la suite ?] du roi bienfaisant et il multiplia les oracles me concernant à la face de la terre entière,,. »

Pour Christiane Desroches Noblecourt, cette mise en scène a probablement été préparée par Thoutmôsis Ier avant son départ, et avec l'appui des prêtres d'Amon, afin de soutenir l'ascension de sa fille comme héritière du trône.
En effet, ses seuls fils sont nés d'une épouse secondaire, Moutnofret Ire. Ils ont peut-être moins de droits à la couronne que les enfants nés d'Ahmès qui se proclame, sur les murs de Deir el-Bahari, « la souveraine des autres épouses ». De plus, en dehors d'Amenmès qui est général à quinze ans, les deux autres garçons sont de santé fragile, tant physique qu'intellectuelle.

### Princesse héritière

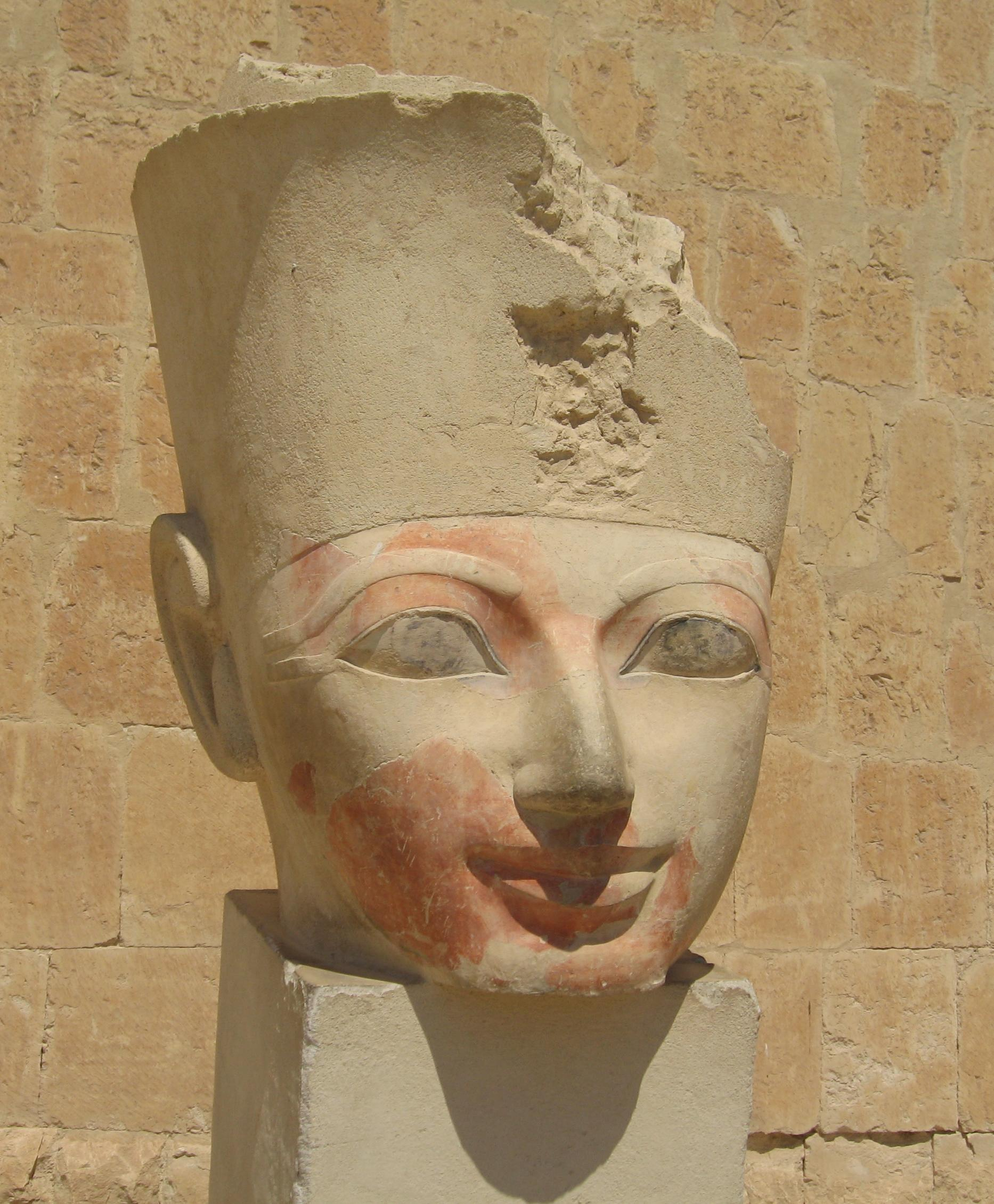
Tête d'Hatchepsout, Deir el-Bahari.

Au retour de Koush où il a maté une rébellion, Thoutmôsis Ier emmène sa fille à la découverte du Delta, son royaume du Nord. Hatchepsout reçoit alors de son père une éducation de princesse héritière ; ainsi semble-t-il la présenter aux hauts fonctionnaires.
À Memphis, où résident les princes attachés aux métiers des armes, ils retrouvent le fils aîné du pharaon, Amenmès, généralissime de son père. Le prince vient d'inaugurer un naos sur lequel son nom est inscrit dans un cartouche royal qui mentionne ses titres de « général en chef et fils royal ».
Après que Thoutmôsis a réprimé des troubles en Asie, le père et la fille entament un pèlerinage dans les sanctuaires autour de Memphis et finissent à Héliopolis. L'accueil de la princesse dans ces temples semble la désigner comme héritière, Thoutmôsis l'associant à certaines fonctions royales,.
Christiane Desroches Noblecourt souligne toutefois qu'il est difficile de faire la part entre le mythe et la réalité dans les récits rapportés par Hatchepsout.

### Mariage
Vers l'an VII du roi Thoutmôsis Ier, Hatchepsout épouse son demi-frère Thoutmôsis,. Ce mariage, consenti ou imposé à la demande de Moutnofret Ire, la seconde épouse de Thoutmôsis Ier, assure la légitimité de Thoutmôsis II à monter sur le trône après le décès de leur père, et fait d'Hatchepsout la future grande épouse royale.
Vers l'an 10 ou 11 du règne de son père, Hatchepsout met au monde une petite fille, Néférourê. À la demande du roi Thoutmôsis Ier, l'enfant est confiée, comme sa mère, aux soins du « père nourricier » Ahmès Pen-Nekhbet.
À la même époque, Iset, l'épouse secondaire de Thoutmôsis II, met au monde le futur Thoutmôsis III.

## Règne deThoutmôsisII

### Corégence
Christiane Desroches Noblecourt pense que Thoutmôsis II a été corégent de son père et que ce dernier l'a fait couronner avant sa mort. Hatchepsout devient alors la grande épouse royale.
Après l'intronisation du nouveau roi, une rébellion éclate au pays de Koush. Une expédition militaire part afin de la réprimer. Toutefois, Thoutmôsis II n'accompagne pas son armée, se contentant de suivre sa progression de loin. Pour Claude Vandersleyen, la jeunesse du roi, « un faucon dans son nid », explique son absence.
Après douze ans et neuf mois de règne, Thoutmôsis Ier meurt, à une date inconnue. Inéni salue ainsi son souvenir :

« Ayant passé sa vie en paix, le roi sortit vers le ciel, ayant terminé ses années dans la douceur. »

### Règne
On connaît peu d'événements du règne de Thoutmôsis II. Après la mort de son père, il participe à une expédition contre des Bédouins.

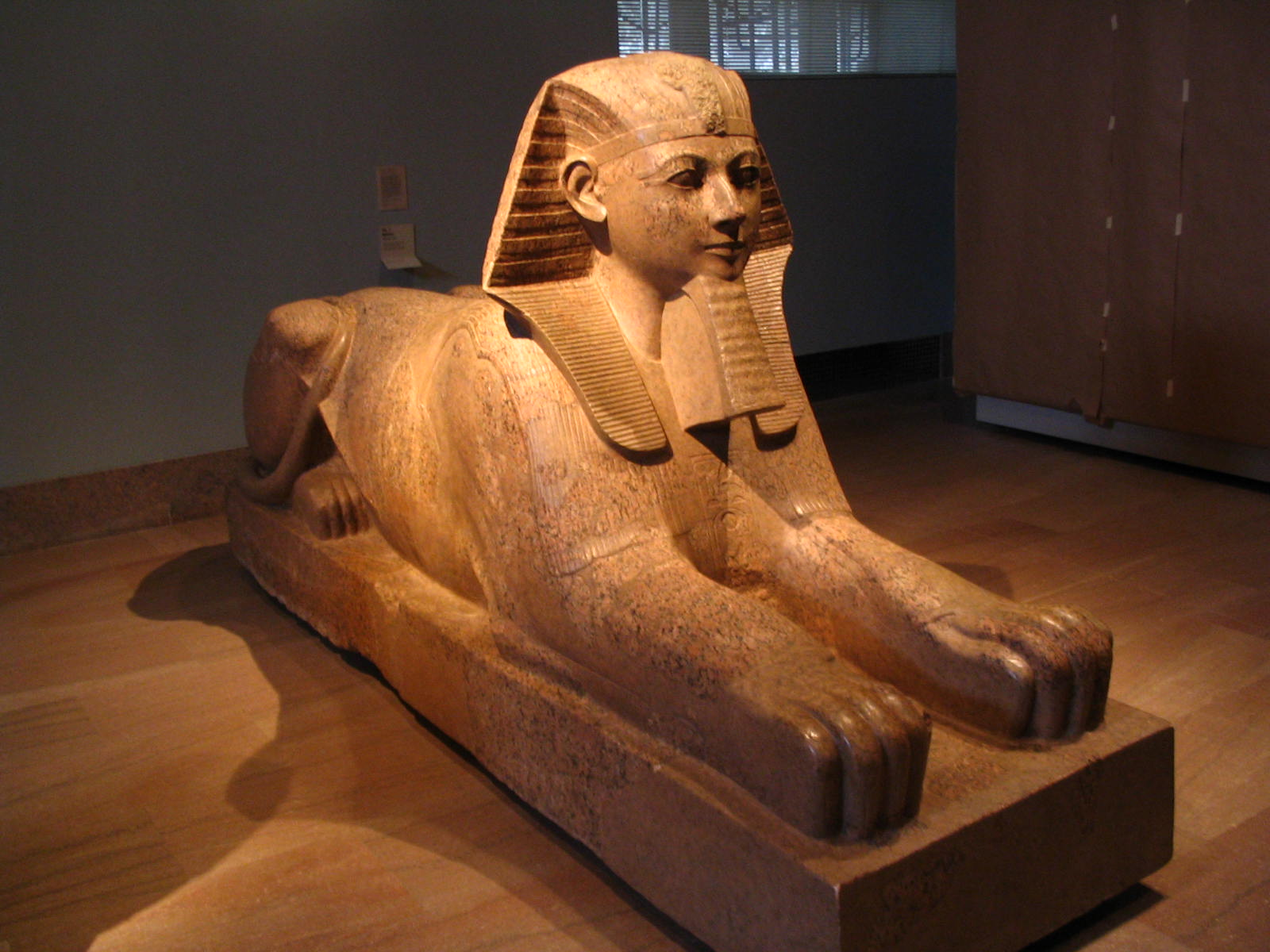
Sphinx d'Hatchepsout, Metropolitan Museum of Art (New York).

La présence d'Hatchepsout se retrouve sur les rares monuments contemporains de Thoutmôsis II. Elle y est nommée « dame de la terre entière, maîtresse du double pays ». Elle préside les cérémonies religieuses en tant qu'« épouse du dieu ». Les documents de cette époque la montrent à l'égal du roi, imposant sa fille aînée Néférourê comme héritière.
Durant l'an 3 du règne de son époux, Hatchepsout met au monde une deuxième petite fille, Mérytrê-Hatchepsout.
Thoutmôsis II, sans doute d'une santé fragile, meurt jeune, après un règne qui ne dépasse pas trois ans,,. Inéni, maire de Thèbes, rapporte dans une inscription sur les murs de sa tombe :
« Il (Thoutmôsis II) partit pour le ciel et se mélangea aux dieux. Son fils (Thoutmôsis III) monta à sa place sur le trône du Double Pays et régna sur le trône de celui qui l'avait engendré. »
 Or, à son avènement, le nouveau roi « était encore un tout jeune enfant. C'est pourquoi sa sœur, l'Épouse du dieu, Hatchepsout, conduisait les affaires du pays selon sa propre volonté. Les Deux Terres étaient soumises à sa volonté et la servaient. »
Son successeur Thoutmôsis III monte sur le trône le 4e jour du premier mois de Chémou, le lendemain de la mort du roi.

## Règne d'Hatchepsout

### Régente

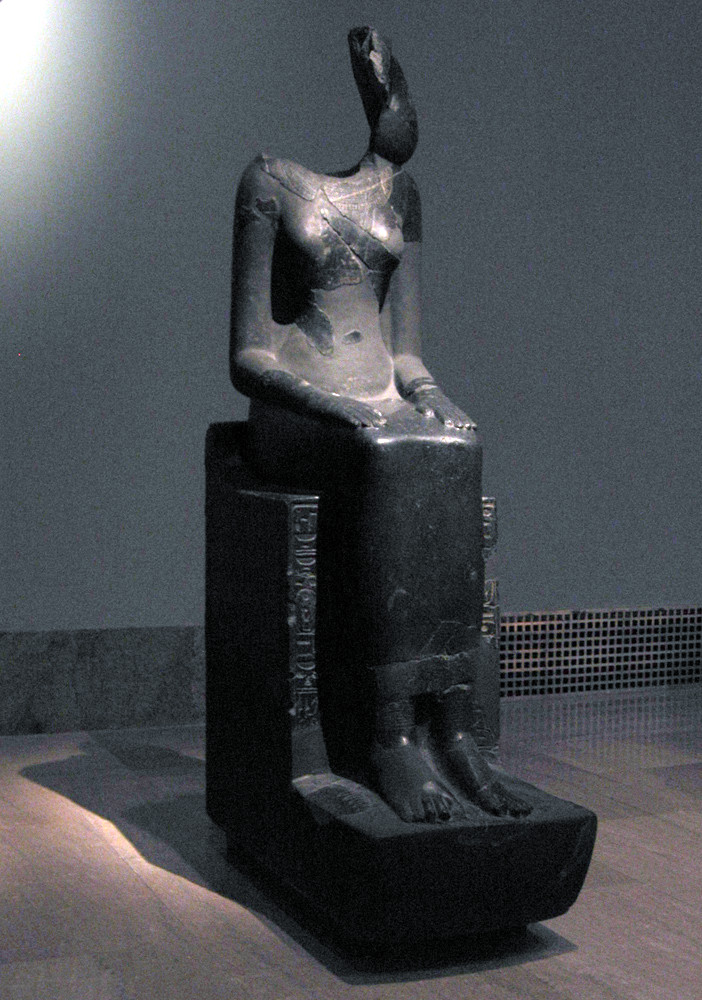
Sculpture de granit noir d'Hatchepsout portant la coiffe khat. Une des deux seules statues d'Hatchepsout trouvées dans son temple funéraire qui la montrent avec un corps et des vêtements féminins. Découverte à Deir el-Bahari, Thèbes. Les inscriptions sur la statue suggèrent qu'elle a été consacrée à Amon et au temple de Karnak. New York, Metropolitan Museum of Art.

Après la mort de son époux Thoutmôsis II, le fils de celui-ci, Thoutmôsis III, est intronisé puis couronné roi de Haute et de Basse-Égypte. Hatchepsout ne s'oppose pas au couronnement de ce jeune enfant de cinq ans. En tant que grande épouse royale de l'ancien roi, elle devient régente du royaume.
Elle s'installe alors dans un ancien palais de son père, sur la rive droite du Nil à Thèbes. Situé à proximité du temple d'Amon, elle nomme ce palais « je ne m'éloignerai pas de lui », marquant ainsi à la fois son attachement à son père et au dieu Amon.
Hatchepsout poursuit les projets lancés sous le règne de Thoutmôsis II. Elle fait en particulier ériger à Karnak deux obélisques à la gloire d'Amon, qui portent sur les côtés les noms de l'enfant-roi et de la régente. Le projet est supervisé par l'architecte Sénenmout. Un bloc de granite montre Sénenmout, « trésorier du roi » et « grand intendant », informant Hatchepsout du début des travaux. Celle-ci porte une robe longue et les hautes plumes, marquant son statut de grande épouse royale.
En l'an 2, elle fait creuser une petite chapelle rupestre dans le roc de Qasr Ibrim. Hatchepsout et Thoutmôsis III y sont représentés, accompagnés de Horus et de Satis, déesse d'Éléphantine.
Dans le même temps, Hatchepsout fait restaurer le temple dédié à Horus à Bouhen, qui avait souffert de l'occupation des Hyksôs. Construit au nom du roi Thoutmôsis III, la reine régente y est représentée habillée d'une longue robe fourreau, mais aussi vêtue d'un pagne pour accomplir la course de couronnement du souverain.
Les temples de Semna sont également partiellement restaurés au nom de Thoutmôsis III. Représenté en adulte, il y reçoit la confirmation de ses droits au trône de la part de Sésostris III divinisé.
Dans le Sinaï, une stèle marquée au nom des deux corégents et datant de l'an 5 commémore la réouverture des mines de turquoise.

En Nubie, la reine régente doit réprimer des troubles. Il semble que cette répression ait été dirigée par Hatchepsout en personne. Le haut fonctionnaire Tiy (ou Tiya) fait graver une inscription sur l'île de Sehel : 

« Le prince héréditaire, gouverneur, trésorier du roi de Basse-Égypte, ami unique, celui qui s'occupe du butin, dit : « J'ai suivi le dieu vivant, le roi de Haute et de Basse-Égypte Maâtkarê, qu'il vive. Je l'ai vu renverser les nomades »,. »

Ainsi, Hatchepsout assure fermement la régence, mais dans le respect de la personne du jeune roi. Elle adopte le nom de Maâtkarê, roi de Haute et de Basse-Égypte, mais réserve au roi le nom protocolaire de Sa-Rê, fils du soleil. Elle exerce le pouvoir conjointement avec Thoutmôsis III.
Durant cette période de régence, la reine douairière Ahmès, mère d'Hatchepsout, disparaît.

### Couronnement

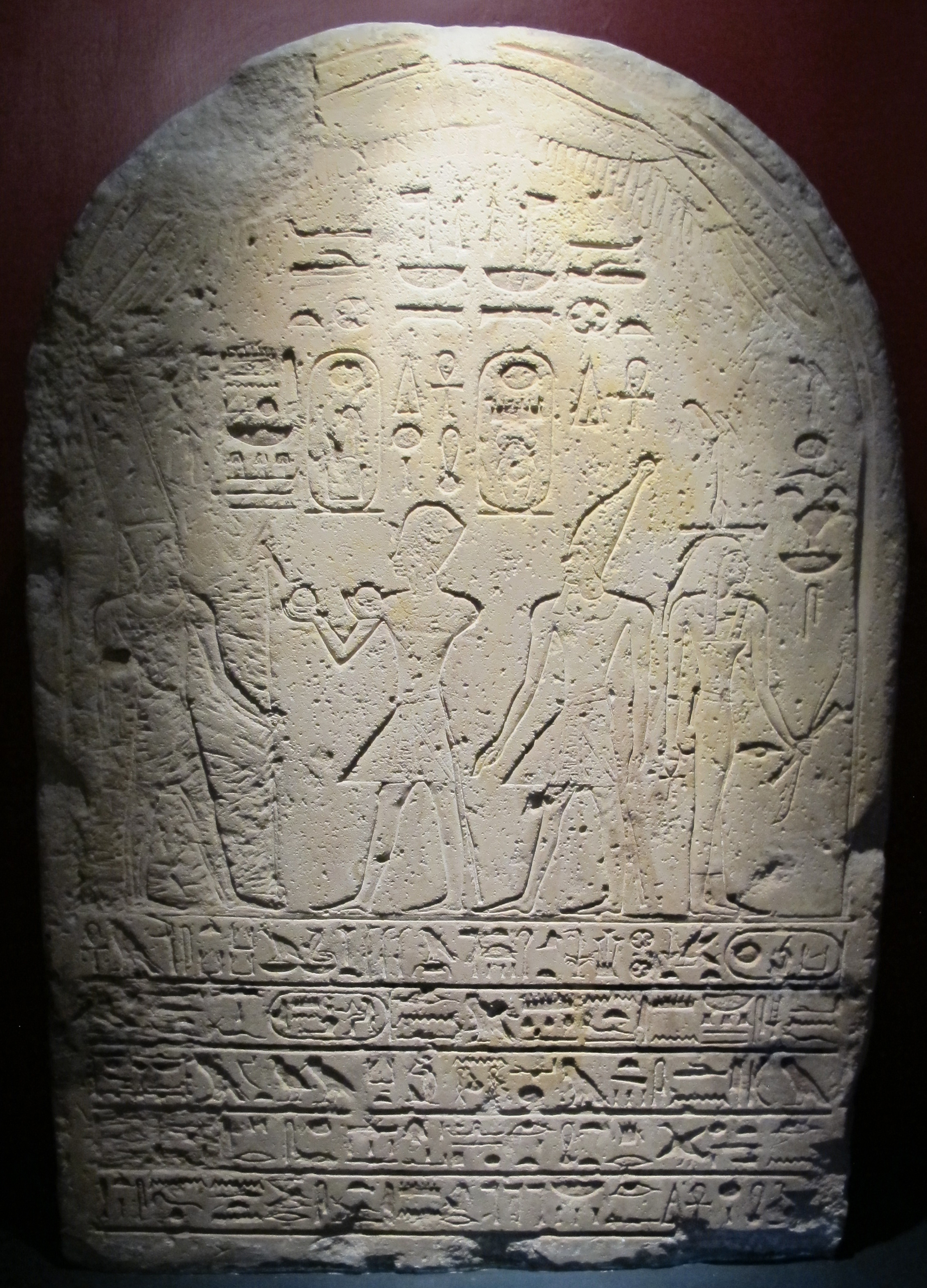
Stèle représentant les deux rois : Hatchepsout (au centre, à gauche), portant la couronne de la victoire Khépresh, offre du vin à la divinité Amon. Thoutmôsis III (au centre, à droite) porte la couronne Hedjet. Musées du Vatican.

Les murs de la Chapelle rouge retracent le couronnement d'Hatchepsout. La date exacte de ce couronnement est inconnue.
Pour Claude Vandersleyen, Hatchepsout devient reine à une date indéterminée entre l'an 2 et l'an 7, plus probablement en l'an 3.
Christiane Desroches Noblecourt propose la date du Ier jour du mois de Thout de l'an 7 du règne de Thoutmôsis III. En ce jour de l'an, début de la saison Akhet, l'inondation réunit les « Deux Terres ». Thoutmôsis Ier avait reconnu ce jour pour célébrer un couronnement comme :

« de bon augure pour un commencement d'années de paix et l'écoulement de myriades d'années de nombreux jubilés. »

Donald Bruce Redford pense qu'il a probablement eu lieu plus tard dans l'année, entre le II Peret 1 et le IV Chémou 30, selon les inscriptions du seul obélisque encore érigé à Karnak.
Quoi qu'il en soit, elle compte les années de son règne en utilisant la numérotation de Thoutmôsis III.
Détenant déjà tous les pouvoirs en tant que régente, les raisons de son couronnement ne sont pas claires. La présence d'une faction d'opposants politiques ou des désordres dans le nord du pays ont peut-être justifié la nécessité de cette confirmation de sa position.
Le couronnement commence par une série d'oracles rappelant celui de l'an 2 du règne de Thoutmôsis Ier. La barque sacrée d'Amon du domaine de Karnak, portée par les prêtres, rend un oracle à la porte du palais devant le grand canal, puis un autre à la double porte occidentale, sur le bord du fleuve. Hatchepsout sort de son palais pour se prosterner devant elle :

« Mon maître, j'agirai conformément à ce que tu auras ordonné. »

Avant son entrée dans le temple, Hatchepsout procède à des purifications rituelles. Dans le grand château de Maât, elle revêt les insignes et la parure de sa fonction de Grande épouse royale. Symboliquement, sa mère, la déesse Hathor, simule son allaitement.
Horus et Thot conduisent la reine dans le Per-Our afin de recevoir l'investiture de l'uræus. Amon pose alors sur la tête de la reine neuf couronnes :
- Némès, la plus emblématique ;
- Khépresh, la couronne bleue ;
- Seshed, qui a pour fonction de supporter l'uræus ;
- Decheret, la couronne rouge comportant une tige en spirale nommée khabet ;
- Atef, la couronne du dieu Héryshef ;
- Hénou, attribut du dieu Andjéty ;
- Ourerèt, attribut traditionnellement réservé à Osiris ;
- Hedjet, la couronne blanche de la Haute-Égypte ;
- Pschent, la double couronne rouge et blanche.

Le grand prêtre Hapouseneb, qui dirige le haut clergé d'Amon, proclame alors son Grand Nom :
- Horus femelle (Ḥr.t) : Celle dont les Kas sont puissants ;
- Deux Maîtresses : Celle dont les années reverdissent (ou se renouvellent) ;
- Horus d'or : Celle dont les apparitions sont divines ;
- Roi de Haute et de Basse-Égypte : Maâtkarê (Maât est le ka de Rê) ;
- Fils de Rê : Khenemet-Amon-Hatchepsout (Celle qui s'unit à Amon (ou : rejeton d'Amon), la première des nobles Dames).

Hatchepsout et son conseiller Sénènmout ont élaboré l'ensemble des processions, bénédictions et couronnements sans que ceux-ci ne comportent les rites mystérieux et symboliques des couronnements traditionnels des rois. De plus, le jeune roi, qui a reçu l'initiation aux secrets divins lors de son couronnement, est totalement occulté lors de ces cérémonies. Toutefois, ce couronnement s'est fait avec l'appui total du clergé d'Amon qui a bénéficié en retour des largesses de la reine.
Désormais, la reine pourra affirmer être en possession de toutes les prérogatives d'un roi. Lors des cérémonies officielles, elle remplace la robe fourreau et sa couronne de reine par le costume masculin de la royauté : pagne court, némès et barbe postiche. Néanmoins, les textes religieux utilisent toujours le genre féminin pour parler d'elle.
Hatchepsout occupe un double trône qu'elle partage avec Thoutmôsis III dont elle ne conteste pas les droits. Les actes de la royauté portent désormais les noms des deux rois.

#### Théogamie
Pour se donner un surcroît de légitimité, Hatchepsout propage le mythe de sa naissance divine. D'après une longue inscription dans son temple funéraire à Deir el-Bahari, son temple des millions d'années, elle aurait été engendrée par le dieu Amon qui avait pris les traits de son père, Thoutmôsis Ier ; après ce « mariage sacré » ou théogamie, Khnoum la façonna sur son tour de potier et elle fut présentée à Amon, qui lui promit « cette bienfaisante fonction royale dans ce pays tout entier ». Du vivant déjà de Thoutmôsis Ier, elle aurait été installée sur le « trône d'Horus des vivants », c'est-à-dire couronnée, en présence de la cour, après que l'oracle d'Amon à Karnak l'eut désignée comme roi.

### Datation

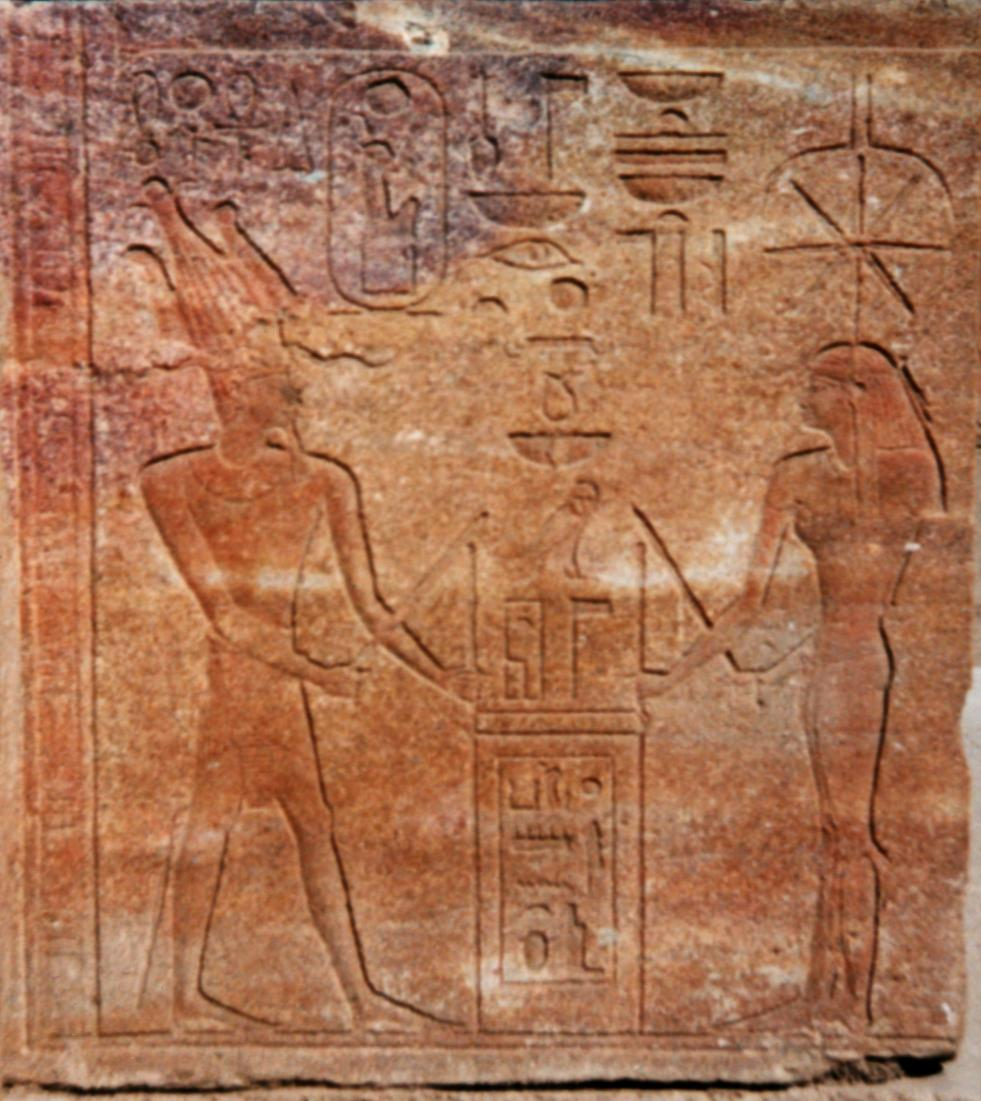
Hatchepsout effectuant le rituel de fondation de la chapelle rouge en présence de Seshat.

On situe son règne de 1479 à 1457 av. J.-C..
Manéthon lui attribue un règne de vingt-et-un ans et neuf mois. Flavius Josèphe et Sextus Julius Africanus, reprenant les textes de Manéthon, lui donnent un règne de vingt-et-un ans pour le premier et vingt-deux ans pour le deuxième.
Quoique son règne soit attesté dans diverses sources antiques et contemporaines de son époque, Hatchepsout est décrite par les premiers érudits modernes comme étant seulement corégente de 1479 à 1458 av. J.-C., soit les années sept à vingt-et-un d'un règne attribué à Thoutmôsis III.
Désormais, les égyptologues s'accordent à dire qu'Hatchepsout a assumé le rôle de pharaon pendant vingt-deux ans.
Il est difficile de dater le début de son règne. Toutefois, celui de son père débute entre 1506 et 1526 av. J.-C., selon que l'on considère une chronologie basse ou haute. La longueur des règnes de Thoutmôsis Ier et de Thoutmôsis II n'est pas déterminée avec certitude. Avec des règnes courts, Hatchepsout aurait pu accéder au trône quatorze ans après le couronnement de son père Thoutmôsis Ier. Des règnes longs repousseraient son accession à vingt-cinq ans après le couronnement de Thoutmôsis Ier. Ainsi, Hatchepsout a pu assumer le pouvoir au plus tôt en 1512, et au plus tard en 1479 av. J.-C.
La plus ancienne attestation désignant Hatchepsout comme pharaon se trouve dans la tombe de Ramosé et de Hatnéfer, parents de Sénènmout, et dont les meubles funéraires comprennent une poterie estampillée de l'« année 7 ».
Une autre jarre de la même tombe — découverte « in situ » dans les années 1935-1936 lors de l'expédition du Metropolitan Museum of Art sur une colline proche de Thèbes — est estampée du sceau de « l'épouse du dieu, Hatchepsout », tandis que deux autres portent le sceau de « la bonne déesse Maâtkarê ».
La datation des amphores « scellées dans la chambre funéraire du [tombeau] par les débris de la tombe de Sénènmout » indique qu'Hatchepsout était connue comme roi et non comme reine d'Égypte en l'an 7 de son règne.
Les archives de la fin du règne d'Hatchepsout indiquent que la première campagne majeure de Thoutmôsis III est datée de sa vingt-deuxième année, qui correspondrait à la vingt-deuxième année du règne d'Hatchepsout en tant que pharaon.

## Entourage

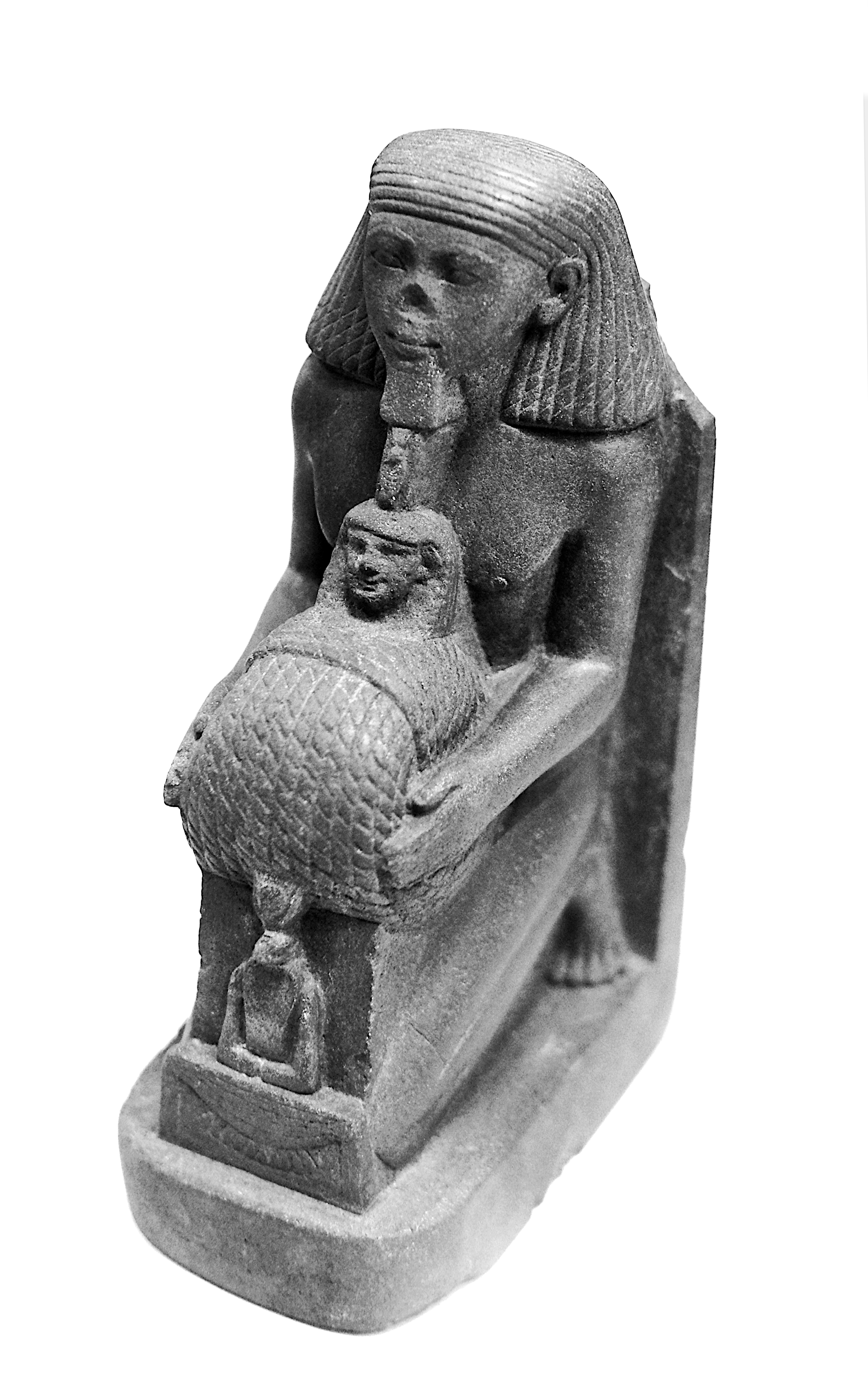
Sénènmout, conseiller de la reine Hatchepsout et architecte de son temple à Deir el-Bahari (musée du Louvre, E11057).

Cette femme énergique sut se maintenir au pouvoir pendant une vingtaine d'années, grâce à l'appui de dignitaires compétents et dévoués dont le sort était sans doute lié au sien : Pouimrê, deuxième prophète d'Amon et grand architecte ; le chancelier Néhésy, qui prit la tête de l'expédition vers le pays de Pount ; Hapouseneb, son vizir et grand prêtre d'Amon ; Sénènmout (ou Senmout), son favori, qui était aussi le précepteur de la princesse Néférourê.
Sénènmout, fils de Ramosé et de Hatnéfer, est d'origine modeste, mais son ambition et ses talents lui permettent d'avoir les faveurs de la reine. Il devient son premier conseiller, peut-être son amant, accumulant richesses et titres : « ami unique », « serviteur de Maât », « régisseur des domaines royaux », « intendant des champs et des troupeaux d'Amon », « directeur des deux greniers ». Il est également « directeur de tous les travaux du roi (c'est-à-dire de la reine) » et, en tant que tel, il supervise la construction du château des millions d'années dont il est l'architecte. En l'an 15, Sénenmout dirige une expédition qui rapporte des carrières de granit d'Assouan la paire d'obélisques que la reine fait dresser à Karnak. Après le décès de Néférourê, il tombe apparemment en disgrâce, car son nom et ses images sont martelés du vivant même d'Hatchepsout.

## Principales réalisations

### Accomplissement
Selon toute vraisemblance, le règne d'Hatchepsout est pacifique, bien qu'en l'an 12 elle doive mater une rébellion nubienne au niveau de la deuxième cataracte. Même si la majorité de ses constructions en Nubie sont détruites sous ses successeurs, il subsiste quelques traces de son passage à Kasr Ibrîm et à Bouhen. La politique étrangère de la reine se caractérise surtout par des expéditions commerciales. Ainsi, dans le château des millions d'années, les bas-reliefs illustrent une expédition envoyée au Pays de Pount, en l'an VIII/IX du règne : à leur retour, « les navires étaient chargés très lourdement des merveilles (…) du pays divin (…) - de l'or, de l'ivoire, du bois d'ébène, des peaux de panthère, une panthère vivante, une girafe, des parfums et des huiles de sycomore… », mais surtout de l'encens, qui était abondamment utilisé dans les cérémonies du culte. Du Liban, ses caravanes rapportent le bois de cèdre nécessaire à la construction des bateaux ; une expédition vers le Sinaï permet d'exploiter les mines de cuivre et de turquoise.
En l'an 21 ou 22 de son règne, soit deux ans après la mort ou la disgrâce de Sénènmout, Thoutmôsis III assume seul le pouvoir. Il fait marteler les cartouches de la reine mystérieuse, leur substituant ceux de Thoutmôsis Ier et de Thoutmôsis II, ou encore les siens.

### Relations commerciales

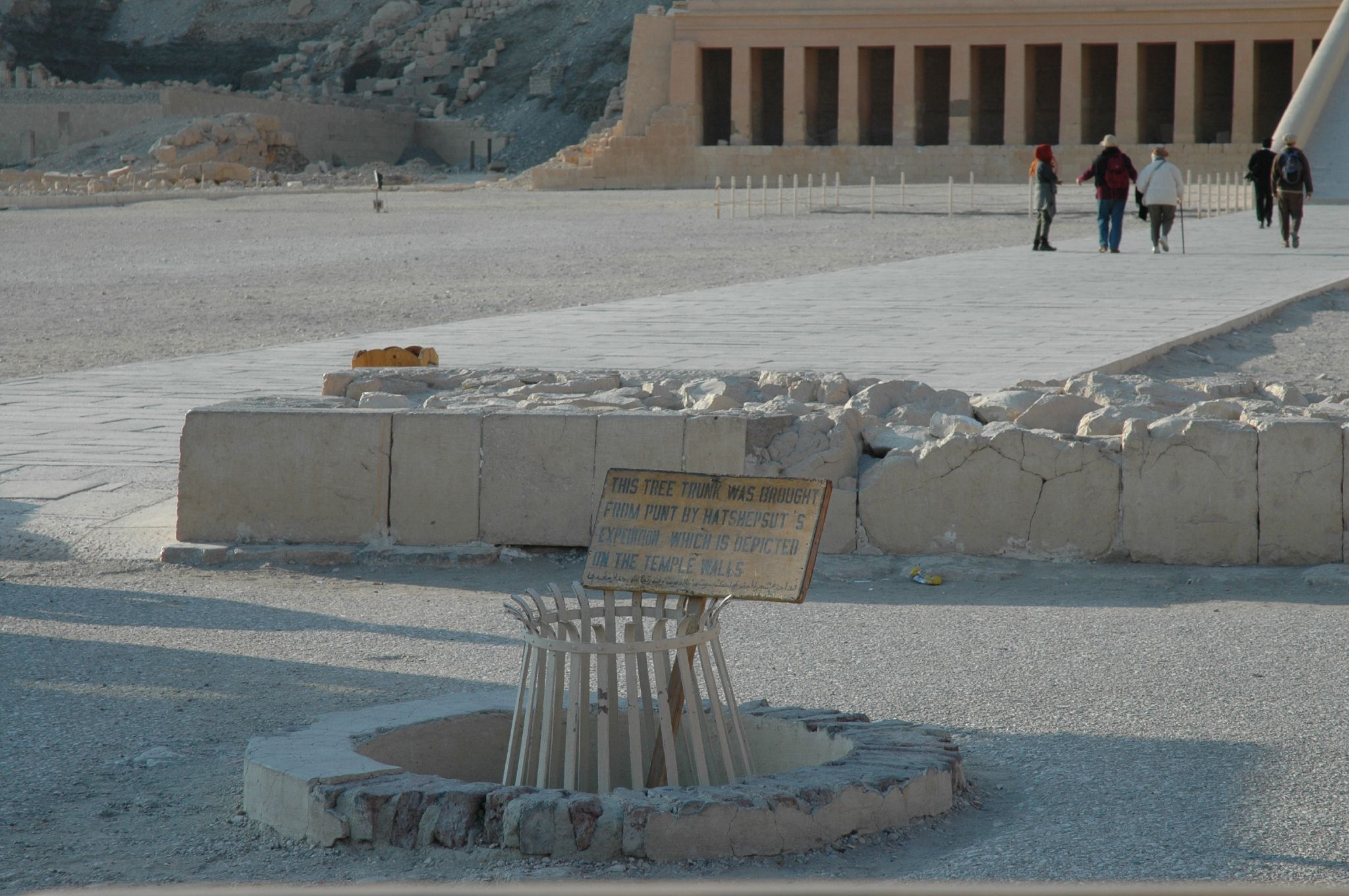
Trace d'un arbre possiblement ramené du pays de Pount par l'expédition de l'an / décrite sur les murs du temple funéraire d'Hatchepsout.

Durant son règne, Hatchepsout rétablit les routes commerciales perturbées pendant l'occupation de l'Égypte par les Hyksôs durant la Deuxième Période intermédiaire, accroissant ainsi la richesse de la XVIIIe dynastie.
Elle supervise et finance une expédition au pays de Pount en l'an 9. L'expédition dirigée par le chancelier Néhésy est composée de cinq navires, équipés de plusieurs voiles et actionnés par des rameurs. Si le tonnage et le nombre des membres d'équipage sont inconnus, Christiane Desroches Noblecourt estime que les vaisseaux ont pu dépasser les soixante-dix pieds de long et comporter trente rameurs. Les Égyptiens ramènent de leur voyage de l'ivoire, du bois d'ébène, des épices et d'autres produits exotiques. Trente et un arbres de myrrhe sont rapportés, avec leurs racines empaquetées dans des paniers pour la durée du voyage. Il s'agit de la première tentative connue de transplantation d'arbres. Certains ont été plantés dans les cours du temple funéraire d'Hatchepsout. Cette expédition est commémorée sur les murs de Deir el-Bahari, qui représentent également Iti, la reine du pays de Pount.
Hatchepsout organise également des expéditions vers Byblos et le Sinaï, où elle exploite les mines de Ouadi Maghara. On a peu de détails sur ces expéditions.
Bien que la politique étrangère d'Hatchepsout soit essentiellement pacifique, elle lance une campagne militaire contre la Nubie, dont elle destitue le vice-roi Séni pour le remplacer par Inebni. Il est également possible qu'elle ait lancé une campagne militaire contre la Palestine.

### Constructions

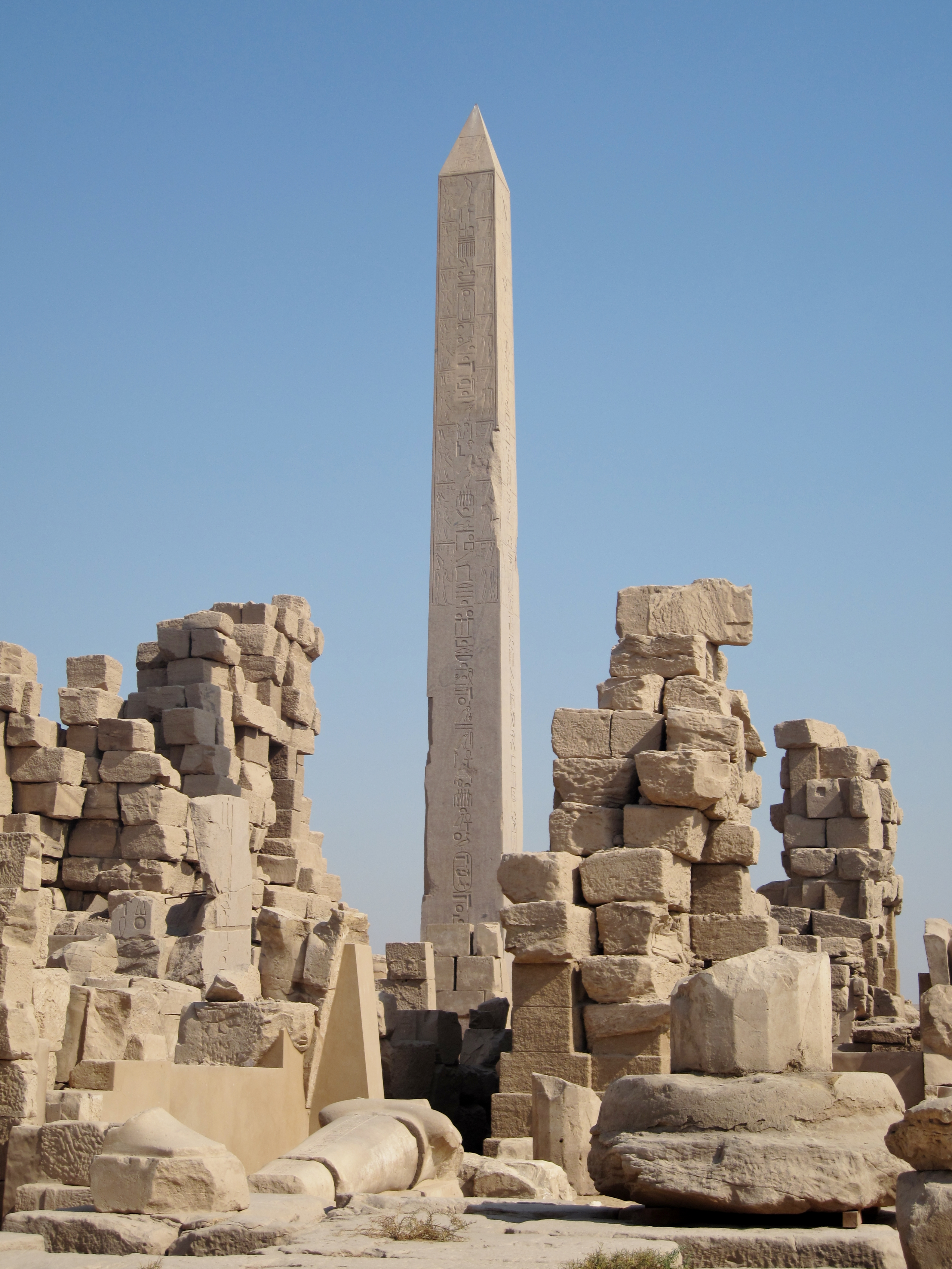
Obélisque d'Hatchepsout dans le temple de Karnak.

Hatchepsout est l'une des plus prolifiques bâtisseuses de l'ancienne Égypte, initiant plusieurs centaines de projets en Haute et Basse-Égypte. Ses réalisations sont probablement plus grandioses et plus nombreuses que celles de ses prédécesseurs du Moyen Empire. Ses successeurs ont tenté de les usurper.
Elle emploie le grand architecte Inéni, qui a déjà travaillé pour son père et pour son mari.
La production de statues est tellement importante durant son règne que presque tous les musées du monde possèdent des statues d'Hatchepsout, à l'instar de la Hatshepsut Room du Metropolitan Museum of Art dédiée intégralement à ces pièces.
Poursuivant la tradition des précédents pharaons, Hatchepsout construit des monuments à Karnak. Elle restaure et agrandit le Temple de l'antique déesse Mout, qui avait été ravagé par les souverains étrangers pendant l'occupation des Hyksôs.
Elle fait ériger les deux obélisques à l'entrée du temple. L'un d'eux, le plus grand obélisque jamais érigé, est toujours debout. Le second est tombé et s'est brisé en deux.
Elle réalise aussi la Chapelle rouge, conçue comme sanctuaire de la barque sacrée du dieu Amon et installée initialement entre les deux obélisques.
Ultérieurement, elle commande l'extraction de deux autres obélisques pour célébrer sa seizième année de règne. L'un des deux s'est brisé pendant la construction et est resté dans les carrières d'Assouan. Cet obélisque inachevé donne des informations sur la façon dont ces monuments étaient taillés.

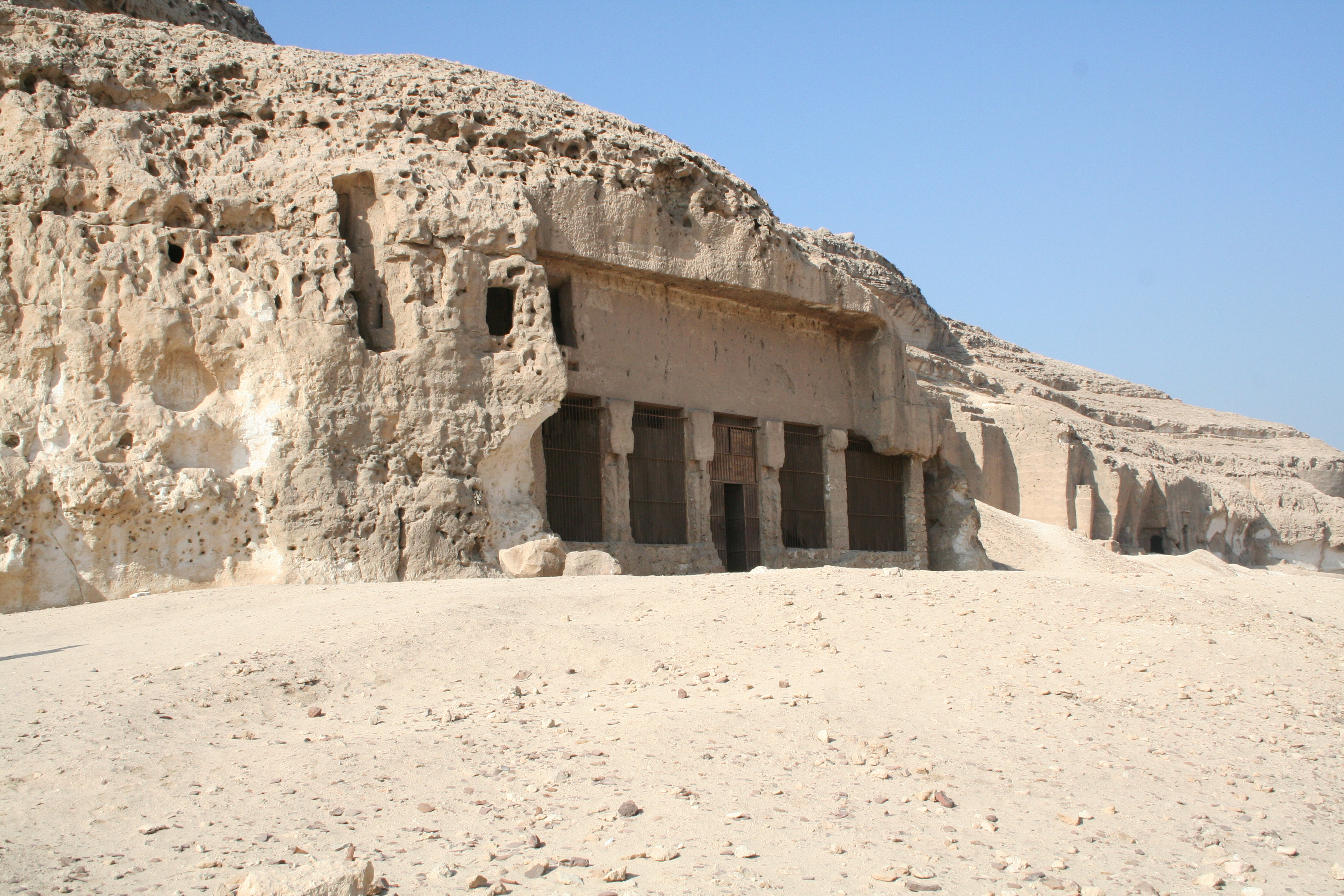
Le temple de Pachet.

Hatchepsout fait construire le temple de Pachet, à Beni Hassan, dans le gouvernorat de Minya au Sud d'Al-Minya. Le temple souterrain est une caverne creusée dans les falaises rocheuses de la rive orientale du Nil. Il a été admiré par les Grecs, qui l'ont appelé Speos Artemidos durant l'occupation de l'Égypte par la dynastie lagide. Sur l'architrave du temple, une longue dédicace, traduite par James Peter Allen, glorifie la reine Hatchepsout pour son travail de restauration après les destructions des Hyksôs.
Le temple a été modifié par la suite et les décors intérieurs ont été usurpés par Séthi Ier, roi de la XIXe dynastie, qui a remplacé le nom d'Hatchepsout par le sien.

## Mort, sépulture et momie

### Mort

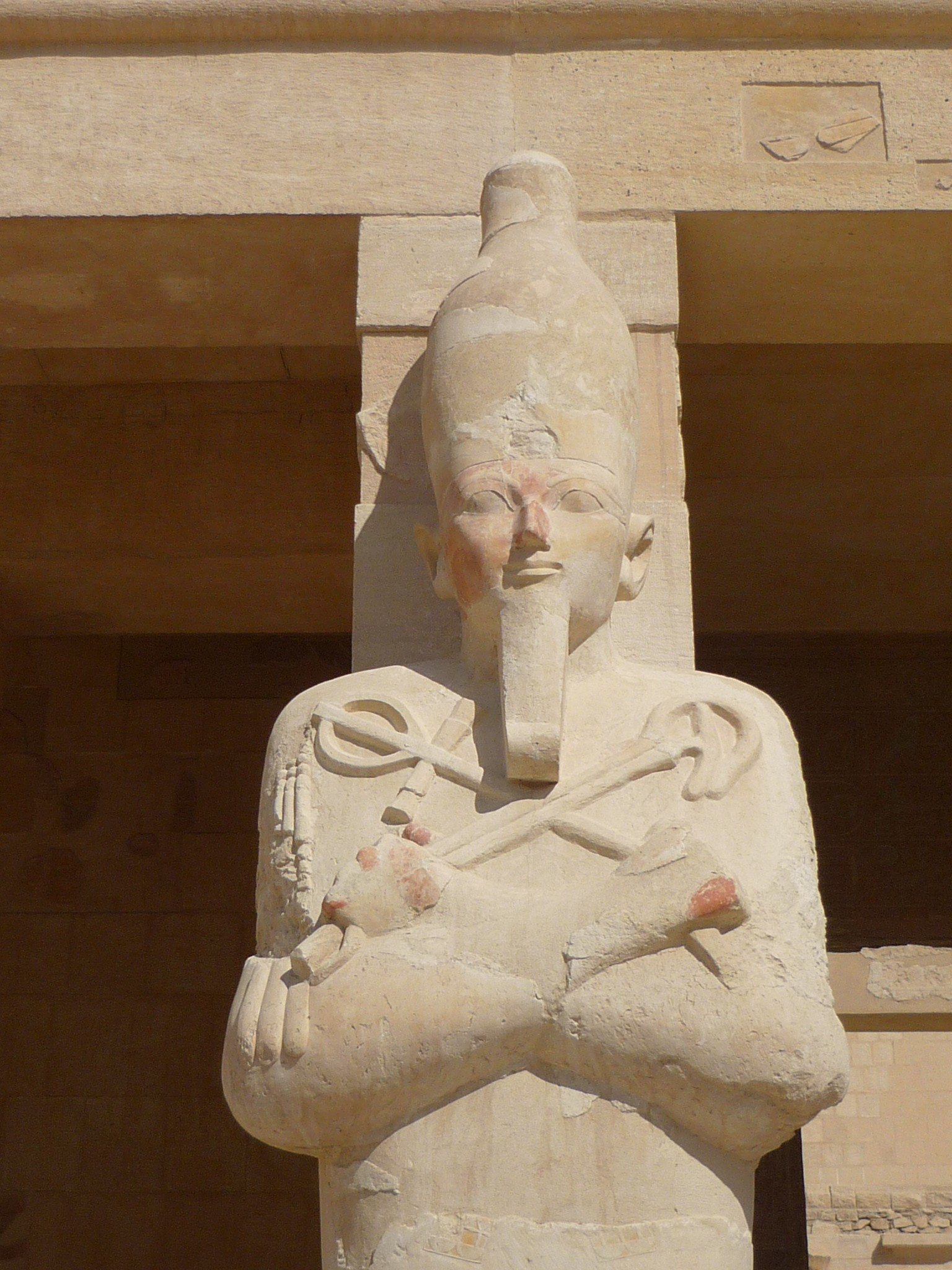
Statue d'Hatchepsout, temple d'Hatchepsout, Deir el-Bahari.

Hatchepsout, alors âgée d'une cinquantaine d'années, meurt dans la vingt-deuxième année de son règne.
Une stèle érigée à Hermonthis porte la date an 22, 2e mois de Peret, 10e jour, date à laquelle Thoutmôsis III est devenu le nouveau pharaon. C'est donc la date probable de la mort de la reine. James Allen écrit que la stèle est considérée par les spécialistes comme étant la première sur laquelle Thoutmôsis III se qualifie, par deux fois, de « Thoutmôsis, souverain de Maât ». Il affirme ainsi gouverner par lui-même l'Égypte, sans Hatchepsout qui devait être probablement morte,.
Cette information est conforme aux données de la liste de Manéthon qui indique que l'accession au trône d'Hatchepsout a eu lieu le 1er mois de Chémou, 4e jour pour un règne de vingt-et-un ans et neuf mois.
Aucune indication contemporaine n'indique la cause de sa mort.

### Temple funéraire
Respectant la tradition des pharaons précédents, le principal monument construit par Hatchepsout est le grandiose temple funéraire construit à proximité de celui de Montouhotep II, à Deir el-Bahari, dans une falaise de la montagne thébaine. Il est conçu par le Grand Majordome de la reine, Sénènmout, qui en supervise les travaux.
Le point focal en est le Djéser-Djéserou, le sublime des sublimes, une colonnade d'une parfaite harmonie située au sommet d'une série de terrasses qui étaient autrefois des jardins luxuriants.
Malgré les cent-vingts sphinx qui montaient la garde devant l'entrée, son nom fut martelé après sa mort afin d'être effacé du monument, sans doute à l'instigation de son neveu et beau-fils, Thoutmôsis III.
Le temple a été reconstitué par une équipe égypto-polonaise travaillant sur le site depuis 1961.

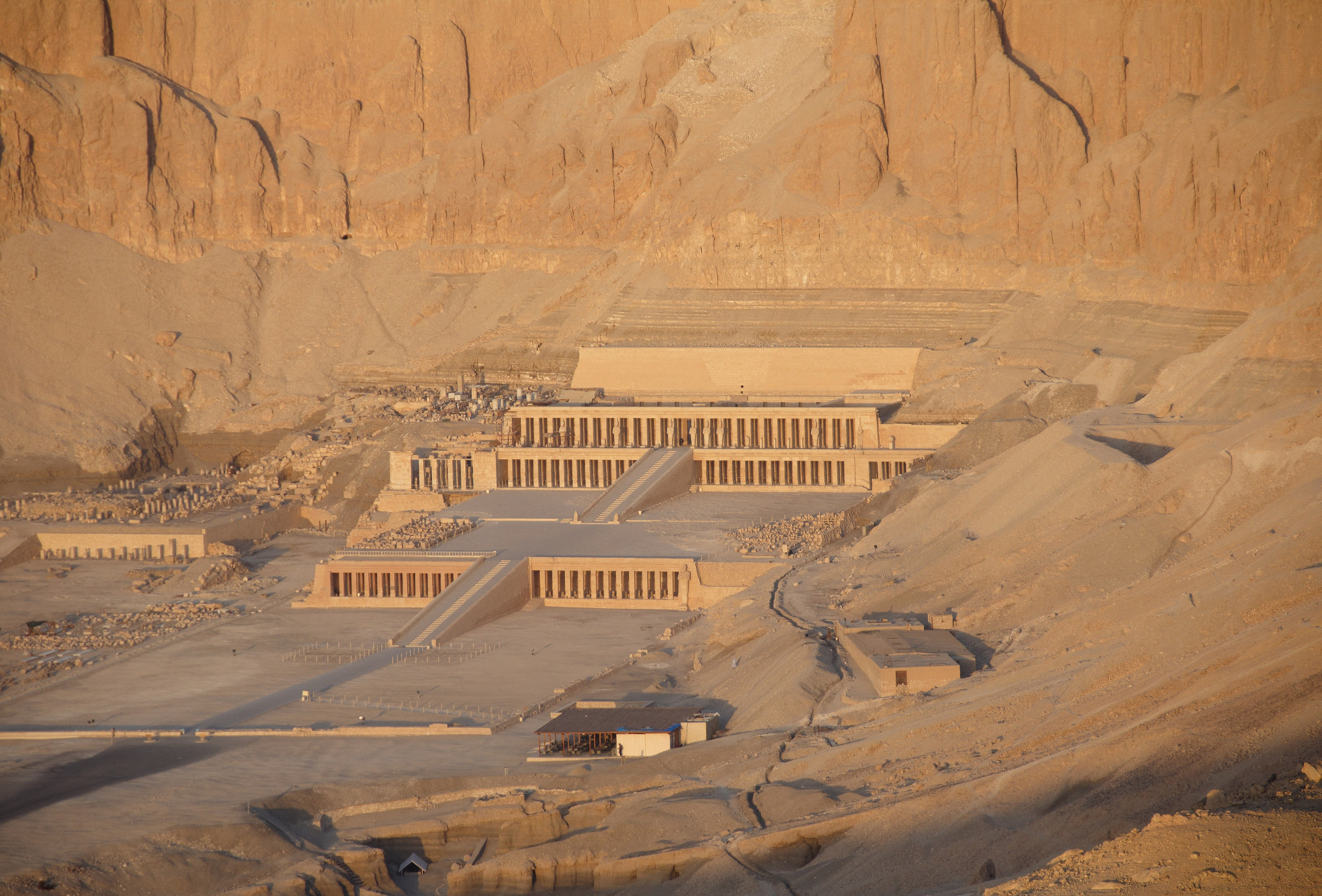
Le Djéser-Djéserou est le bâtiment principal du temple funéraire d'Hatchepsout dans le complexe funéraire de Deir el-Bahari.
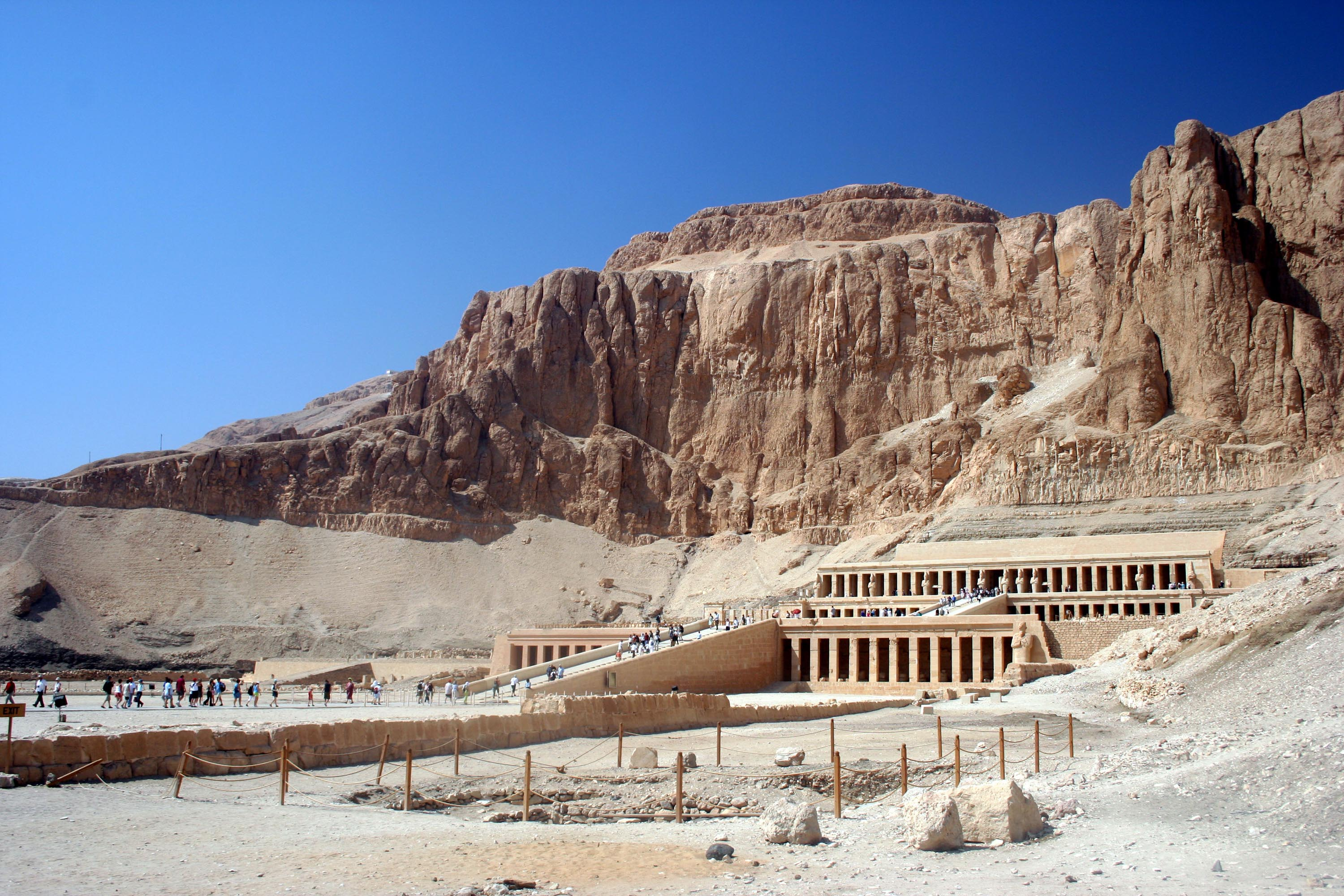
Le temple d'Hatchepsout dans son site.
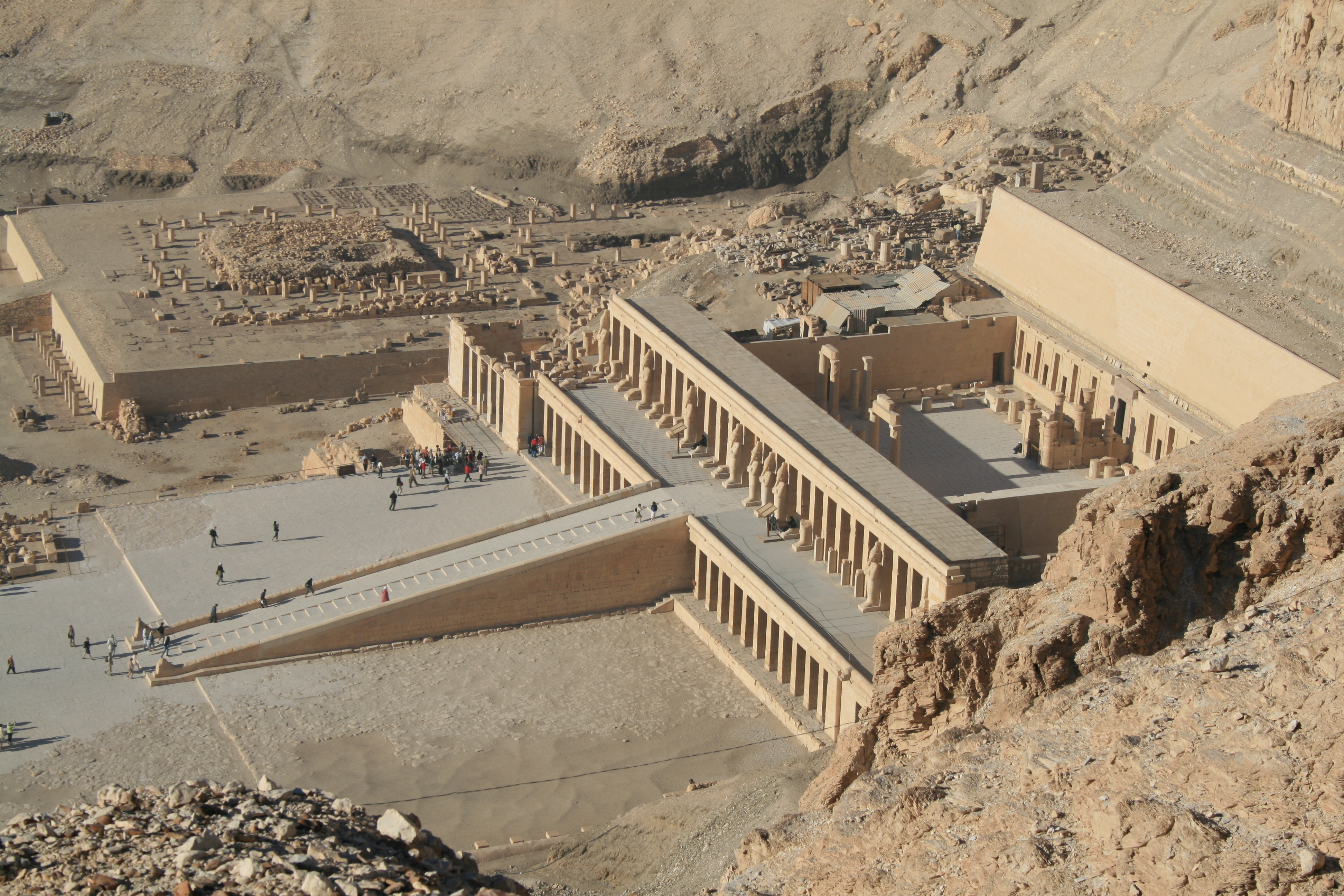
Site de Deir el-Bahari : au premier plan, le temple d'Hatchepsout ; en arrière-plan, les ruines du temple de Montouhotep.
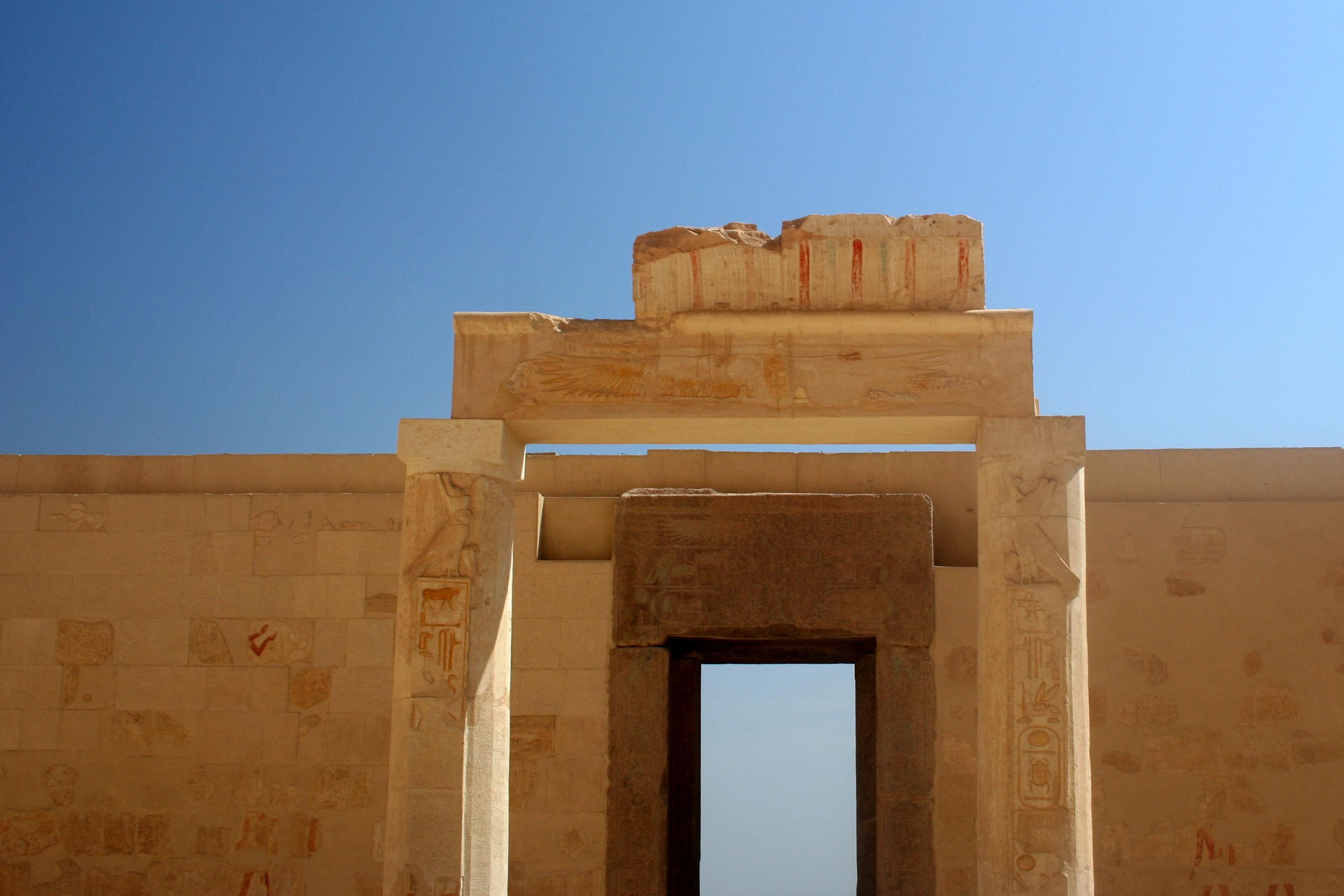
Une porte du temple.

### Sépulture

#### Tombe de Grande épouse royale
Hatchepsout a entrepris la construction d'une première tombe alors qu'elle était la grande épouse royale de Thoutmôsis II.
La sépulture est située dans une falaise de la montagne thébaine, au fond d'un ouadi nommé Sikkat Taquet ez-Zeid. L'entrée du caveau, invisible du sol, est située à vingt-huit mètres de haut. Face au soleil couchant, les rayons du soleil illuminent l'intérieur lors de l'équinoxe d'automne.
En 1916, Howard Carter redécouvre la tombe qui n'a jamais été utilisée. Il s'agit d'un long couloir de dix-sept mètres, coudé à angle droit vers la droite où il débouche dans une antichambre, puis une salle funéraire. Une galerie mène à une salle à peine ébauchée,.
Un sarcophage de quartzite jaune et son couvercle sont abandonnés au milieu de la salle funéraire. Des textes funéraires en hiéroglyphes ornent ses flancs. Sur le côté gauche, des yeux symbolisent la lune et le soleil. Le nom d'Hatchepsout est gravé dans des cartouches, accompagné de ses titres officiels : « la princesse héréditaire, grande de faveurs, la favorite, souveraine du Double Pays », mais aussi de ses titres personnels : « Fille royale, sœur du roi, Épouse divine, souveraine de tous les pays ».
Le couvercle, sculpté du cartouche royal, est gravé de la représentation de la déesse Nout, accompagnée du texte rituel : 

« Ô ma mère Nout, étends-toi sur moi, pour que tu me places parmi les étoiles impérissables qui sont en toi, et que je ne meure pas. »

Ce sarcophage est conservé au musée égyptien du Caire.

#### Tombe de Pharaon

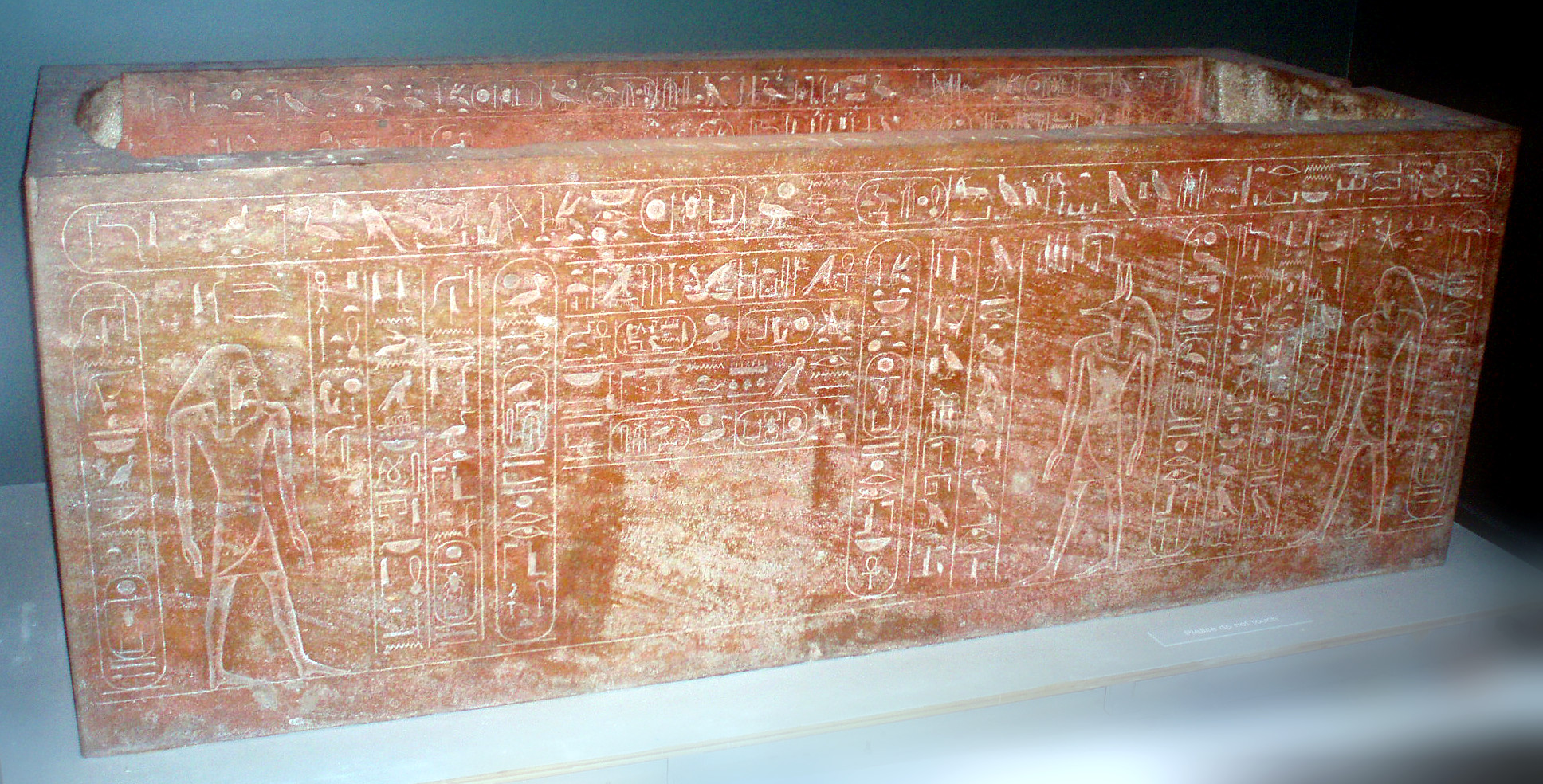
Un des deux sarcophages trouvés dans KV20, Musée des Beaux-Arts (Boston).

Après son accession au trône, la première tombe est devenue inadaptée au statut de pharaon d'Hatchepsout.
La tombe KV20 est probablement la première tombe creusée dans la vallée des Rois. Elle est peut-être la tombe conçue par Inéni pour son père Thoutmôsis Ier, et agrandie pour accueillir une nouvelle chambre funéraire pour Hatchepsout.
Toutefois, un dépôt de fondation, au nom de la reine, a été trouvé devant la tombe, indiquant le nom du roi régnant au moment du commencement des travaux. De plus, son emplacement la met en relation avec le temple de Deir el-Bahari, de l'autre côté de la falaise. L'un des deux sarcophages en quartzite jaune trouvés dans la tombe porte le nom d'Hatchepsout, et l'autre le nom de Thoutmôsis. Toutefois, pour ce dernier, il s'agit d'un sarcophage fait initialement pour Hatchepsout et remanié pour Thoutmôsis.
Il est probable qu'Hatchepsout ait été initialement enterrée dans cette tombe avec son père.
Thoutmôsis Ier a probablement été enseveli initialement dans une tombe non encore découverte, puis réenseveli par sa fille dans la tombe KV20 de la vallée des Rois. Pendant le règne de Thoutmôsis III, le corps de Thoutmôsis Ier a été déplacé dans la tombe KV38, avant d'être mis en sécurité dans la cachette royale de Deir el-Bahari, DB320.
Dans le même temps, la momie d'Hatchepsout a été placée dans la tombe KV60 de sa nourrice Satrê.
Le mobilier funéraire d'Hatchepsout a été retrouvé dans plusieurs tombes :
- Lors de sa fouille par Howard Carter en 1903, sa tombe originelle, KV20, comprenait des vases en pierre portant les noms de Ahmès-Néfertary, Thoutmôsis Ier et Hatchepsout ; deux sarcophages en quartzite ; un coffre à canopes au nom d'Hatchepsout.
- Dans la cache royale DB320, un coffret à canopes en ivoire a été trouvé. Il porte le nom d'Hatchepsout et contient des viscères momifiés ainsi qu'une dent.

### Momie
En 1903, l'égyptologue Howard Carter — le découvreur de la tombe de Toutânkhamon — met au jour les momies de deux femmes dans la tombe KV60 de la vallée des Rois à Louxor. L'une des momies reposait dans un sarcophage tandis qu'une autre était posée simplement sur le sol. La première fut identifiée à celle de Satrê, la nourrice d'Hatchepsout, tandis que l'identité de la seconde est encore inconnue.
Alors que la momie de la nourrice fut transférée au musée égyptien du Caire, l'autre fut laissée sur le sol à l'intérieur de la tombe.
La spécialiste américaine des nécropoles thébaines Elizabeth Thomas fut la première à soulever la possibilité que la momie anonyme puisse être celle de la reine, ce qui lui avait valu d'être critiquée par d'autres spécialistes. L'argument principal de l'égyptologue était le fait que la momie avait le bras gauche replié sur la poitrine, un geste propre aux momies royales. Elle ne portait aucune parure, pas de coiffe, ni de bijoux, ni de sandales, ni de faux ongles en or aux pieds ou aux mains : aucun de ces trésors qui escortèrent dans l'au-delà le pharaon Toutânkhamon.
Cette momie anonyme retrouvée dans le tombeau KV60 a été officiellement authentifiée par Zahi Hawass, alors directeur du Conseil suprême des Antiquités égyptiennes, le 27 juin 2007, comme étant celle de la reine Hatchepsout. Une molaire brisée, retrouvée dans une urne funéraire au nom d'Hatchepsout dans la tombe KV20, correspond à une dent manquante de la mâchoire de la momie anonyme,.
Grâce au CT-scan (une technique d'imagerie permettant une recomposition du corps en trois dimensions), les archéologues ont établi qu'il s'agissait d'une femme d'une cinquantaine d'années, obèse et souffrant de diabète et d'un cancer des os métastasé. Un flacon de crème resté là 3 500 ans contenait du benzopyrène, une substance très cancérogène,. Son décès aurait été hâté des suites d'un abcès dentaire mal soigné.
La momie d'Hatchepsout a été transférée au Musée égyptien du Caire, puis, le 3 avril 2021, elle est déplacée au Musée national de la civilisation égyptienne, comme vingt-et-une autres momies lors de la « Parade dorée des Pharaons ».

## Damnatio memoriae

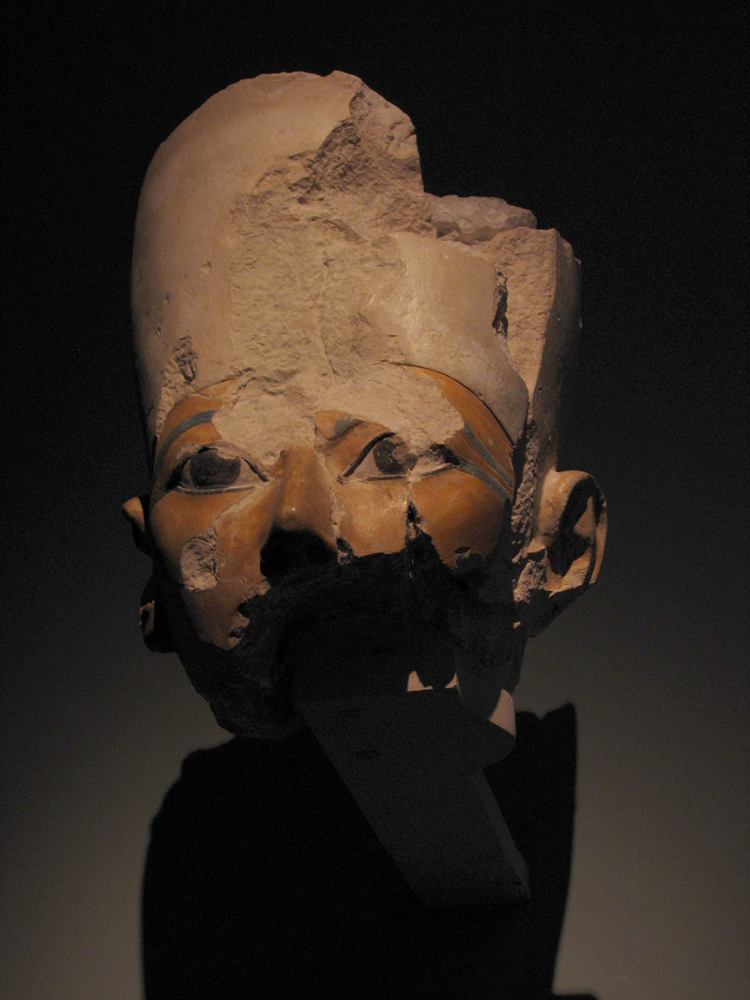
Fragment d'une statue d'Hatchepsout trouvé dans son temple funéraire, New York, Metropolitan Museum of Art.

Vers la fin du règne de Thoutmôsis III et le début du règne de son fils Amenhotep II, une tentative est faite d'élimination du nom d'Hatchepsout des documents et monuments. Les images et les cartouches à son nom ont été martelés sur des murs de pierre, laissant une empreinte en lacune. Dans son temple de Deir el-Bahari, des statues d'Hatchepsout ont été renversées et, dans beaucoup de cas, brisées ou défigurées avant d'être enfouies dans des fosses. À Karnak, ses obélisques ont été partiellement chemisés.
Toutefois, ces effacements ont été sporadiques, ne touchant que les plus visibles et accessibles des images d'Hatchepsout. D'ailleurs, comme l'indique Donald Bruce Redford :

« Ici et là, dans les recoins sombres d'un sanctuaire ou d'une tombe où des yeux plébéiens ne peuvent voir, le visage et le nom de la reine sont intacts… qu'aucun œil vulgaire ne peut contempler à nouveau, transmettant toujours au roi la chaleur et la crainte de la présence divine. »

Si cette réécriture de l'histoire d'Hatchepsout est clairement attestée durant la fin du règne de Thoutmôsis III, les raisons autres que celles habituelles de récupération existant entre les pharaons ou d'économie de constructions de nouveaux monuments ne sont pas claires.

### ThoutmôsisIII

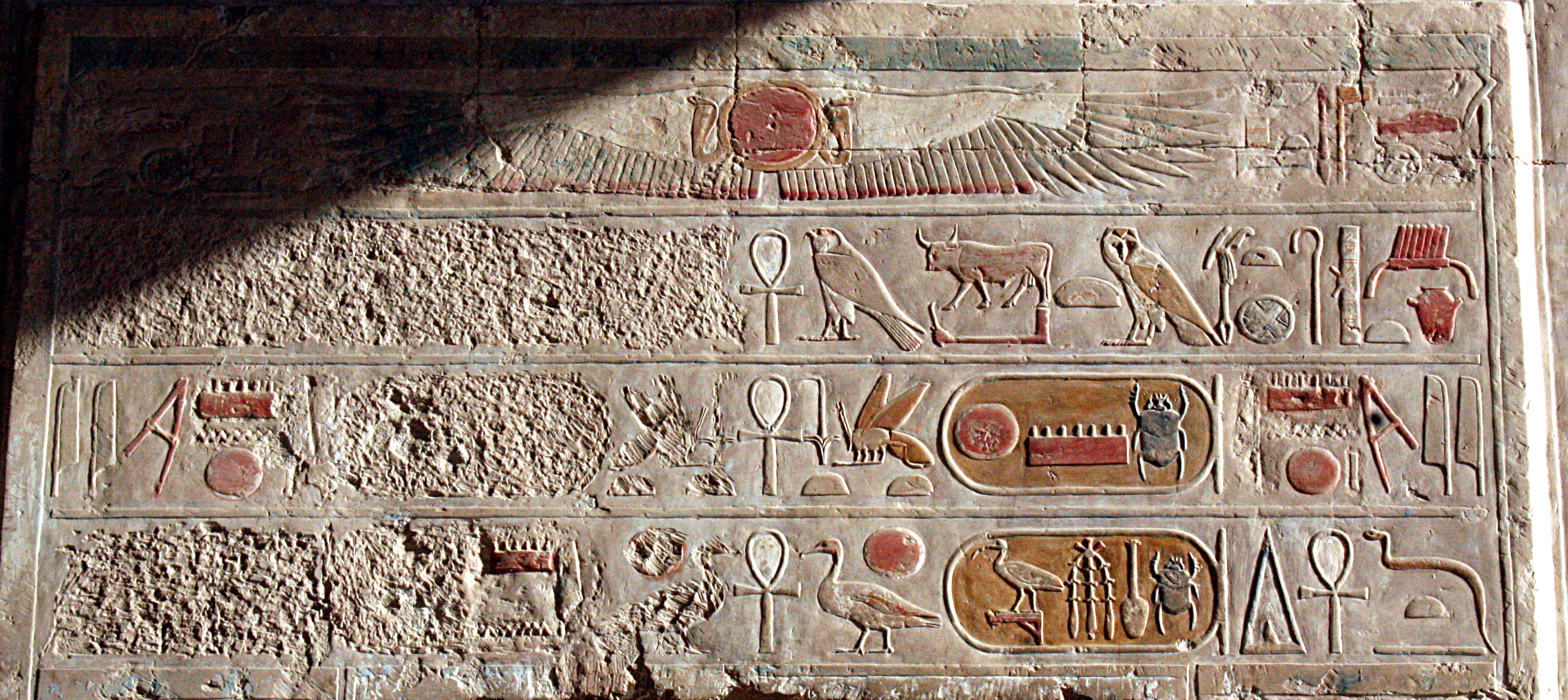
Texte martelé pour effacer les mentions à Hatchepsout. Temple de Deir el-Bahari.

On a longtemps supposé que Thoutmôsis III, après être devenu pharaon, a œuvré par ressentiment pour avoir été écarté de la co-régence par Hatchepsout. Toutefois, Thoutmôsis aurait ruminé pendant les deux premières décennies de son règne avant de se venger de sa belle-mère et tante. Il est peut-être mort avant que les changements ne soient terminés, à moins qu'une oblitération totale de sa mémoire n'ait pas été dans son intention.
Dans les faits, il n'existe aucune trace de ressentiment de la part de Thoutmôsis exprimé durant la vie de la reine. De plus, sa position à la tête de l'armée lui a été conférée par Hatchepsout sans crainte pour sa loyauté. Bien qu'elle lui eût permis de mener un coup d'État, il n'a fait aucune tentative pour contester son autorité durant son règne et a respecté ses réalisations et images durant les vingt premières années de son règne.
Des écrivains comme Joyce Tyldesley ont émis l'hypothèse que Thoutmôsis III a pu décider, à la fin de sa vie, de reléguer Hatchepsout à une place sans prétention de régente, rôle traditionnel des femmes à la cour, comme pour la reine Iâhhotep II. Tyldesley propose qu'en éliminant les traces les plus visibles des monuments d'Hatchepsout la décrivant comme roi, et en réduisant son statut à celui de co-régent, Thoutmôsis III pouvait prétendre que la succession royale était passée directement de Thoutmôsis II à Thoutmôsis III, sans interférence de sa tante.
Les effacements ou mutilations volontaires les plus visibles des célébrations publiques des réalisations d'Hatchepsout ont été limités à tout ce qui était nécessaire pour l'occulter, mais sans toucher à celles rarement vues.
En outre, dans la deuxième moitié du règne de Thoutmôsis III, les fonctionnaires les plus éminents qui ont servi Hatchepsout sont morts, éliminant ainsi la résistance religieuse et bureaucratique au changement. Sénènmout, le plus haut fonctionnaire d'Hatchepsout et son partisan le plus proche, semble avoir disparu entre les années 16 et 20 du règne d'Hatchepsout, soit à la retraite soit mort, et n'a jamais été enterré dans l'une des tombes qu'il a soigneusement préparées.
Dans cette optique, les nouveaux fonctionnaires de la cour, nommés par Thoutmôsis III, auraient aussi eu un intérêt dans la multiplication des réalisations de leur maître afin d'assurer la promotion de leurs propres familles.

### AmenhotepII
Amenhotep II, fils de Thoutmôsis III, qui devient co-régent à la fin du règne de son père, est soupçonné d'être l'auteur de ces dommages. Il aurait pu être motivé par le fait que son ascendance royale n'aurait pas été assez élevée pour prétendre à la dignité de pharaon. Ainsi, dans une tentative de briser la nécessité d'un lignage royal, durant son règne, le nom des reines n'est pas inscrit et les titres officiels des femmes royales, comme épouse du Dieu Amon, ne sont pas attestés.
Il a d'ailleurs continué, tout au long de son règne, à usurper beaucoup de réalisations d'Hatchepsout.

### Redécouverte

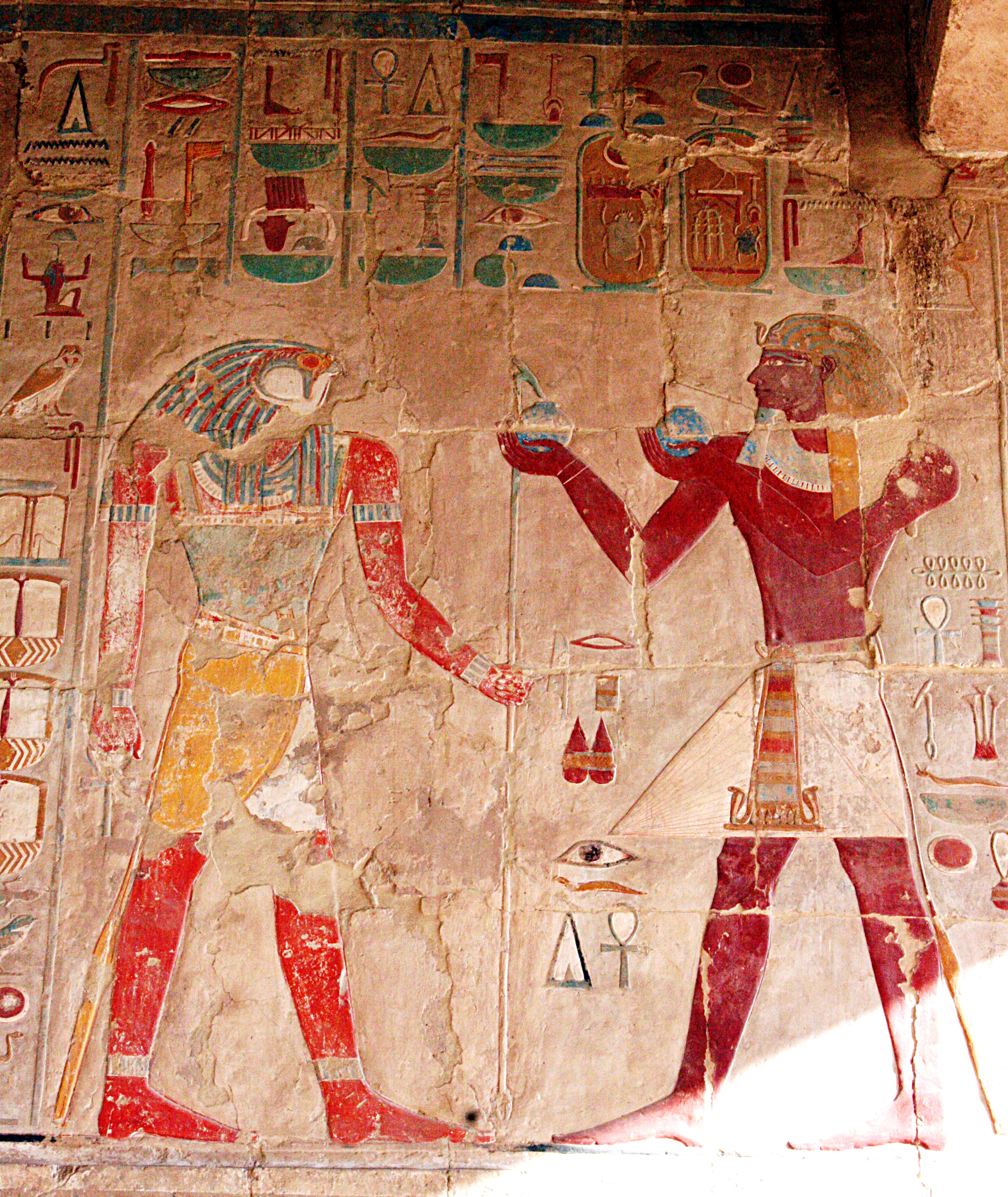
Sokar et Thoutmôsis III dans le temple d'Hatchepsout.

L'effacement du nom d'Hatchepsout — quelles qu'en soient les raisons et quel qu'en soit l'ordonnateur — a causé sa quasi-disparition des archives écrites et archéologiques d'Égypte.
Quand les égyptologues du XIXe siècle ont commencé à étudier les textes inscrits sur les murs du temple de Deir el-Bahari, leurs traductions ne leur ont pas semblé cohérentes. Jean-François Champollion s'est senti troublé par le conflit évident entre les mots et les images :

« Si j'éprouvai quelque surprise de voir ici et dans tout le reste de l'édifice le célèbre Moeris (Thoutmôsis III), orné de toutes les marques de la royauté, céder ainsi le pas à cet Aménenthé [Hatchepsout] qu'on chercherait en vain dans les listes royales, je dus m'étonner encore davantage, à la lecture des inscriptions, de trouver qu'on ne parlât de ce roi barbu, et en costume ordinaire de Pharaon, qu'en employant des noms et des verbes au féminin, comme s'il s'agissait d'une reine. En parcourant le reste de ces ruines, la même singularité se présenta partout. »

## Culture
- La reine Hatchepsout est le personnage central du roman de fiction historique Child of the Morning de Pauline Gedge (prix Alberta Search-for-a-New Novelist en 1977) ; roman traduit en français par Catherine Méliande sous le nom de La Dame du Nil paru en 1981 aux éditions J'ai Lu.
- La série de Paul Doherty, Juge Amerotké, commence à la mort de Thoutmôsis II et se déroule sous le règne d'Hatchepsout.
- Hatchepsout est une des 39 convives référencées dans l'œuvre d'art contemporain The Dinner Party (1979) de Judy Chicago[88].
- (2436) Hatchepsout est un astéroïde découvert en 1960.
- Hatchepsout est le personnage central du manga Hatshepsut, de Ryōko Yamagishi.
- La reine Hatchepsout est le personnage central du manga Reine d'Égypte de Chie Inudoh.
- Hatchepsout est la dirigeante de l'Égypte dans le jeu vidéo Civilization IV.
- Dans la série télévisée Théodosia (en) adaptation des livres de Robin LaFevers (en) diffusée en 2022, dans la saison 1 « Les serpents du chaos », Théodosia est missionnée par la reine Hatchepsout pour combattre les forces maléfiques d'Apep.
- Hatchepsout est incarnée dans l'histoire Le Garçon des figues tirée du film d'animation Princes et Princesses.
- Hatchepsout est le nom attribué à un flamand rose égaré, dans la série OVNI(s)[89].
- La série documentaire Cherchez la femme réalisé par Julie Gavras, Mathieu Decarli et Olivier Marquézy sur Arte lui consacre un épisode.

## Galerie

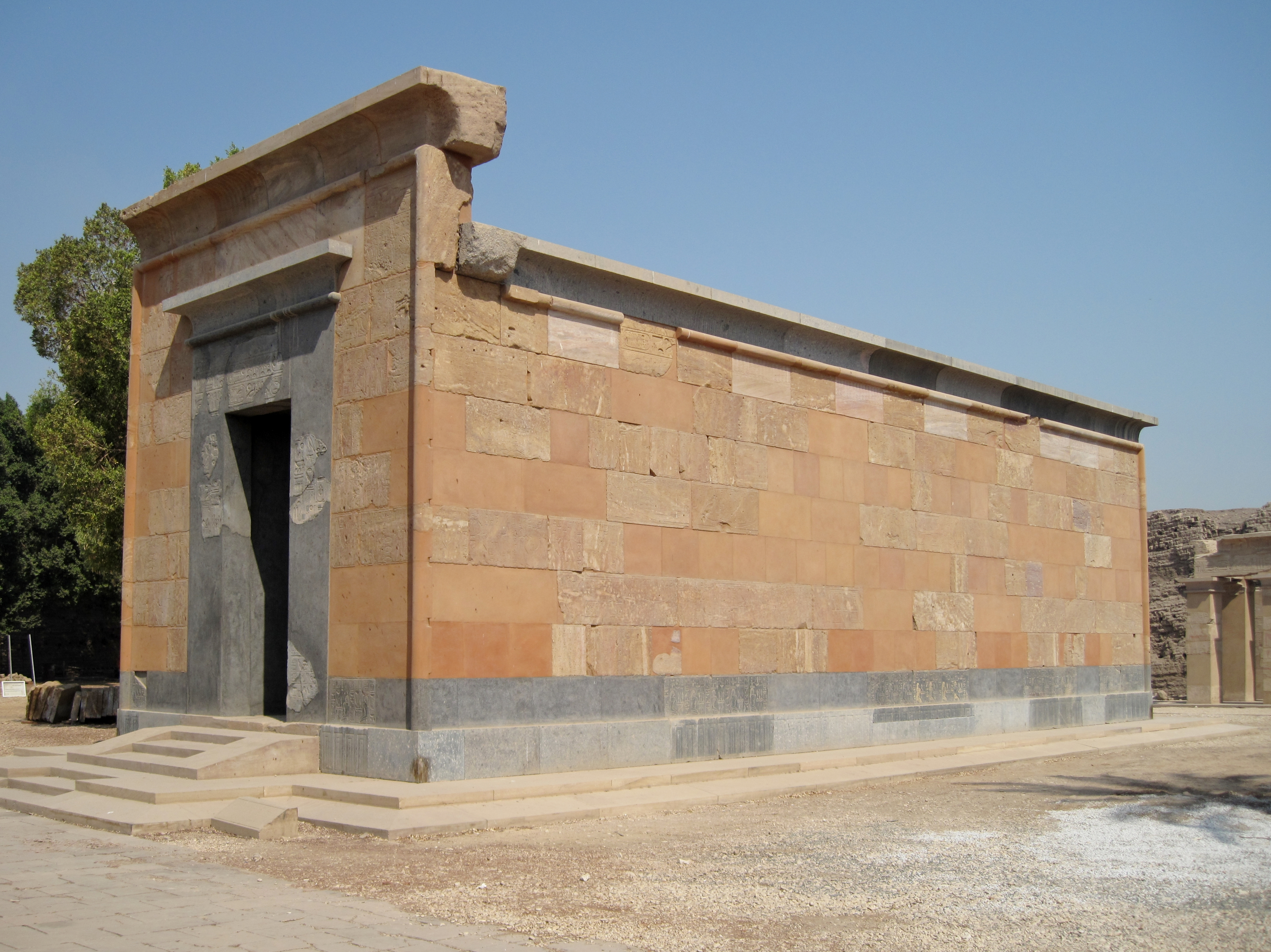
Chapelle rouge, Karnak.
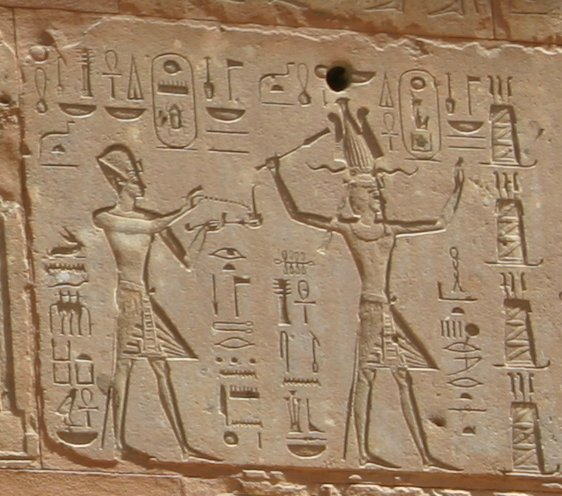
Thoutmôsis III (à gauche) et Hatchepsout (à droite) représentés sur les murs de la chapelle rouge à Karnak.
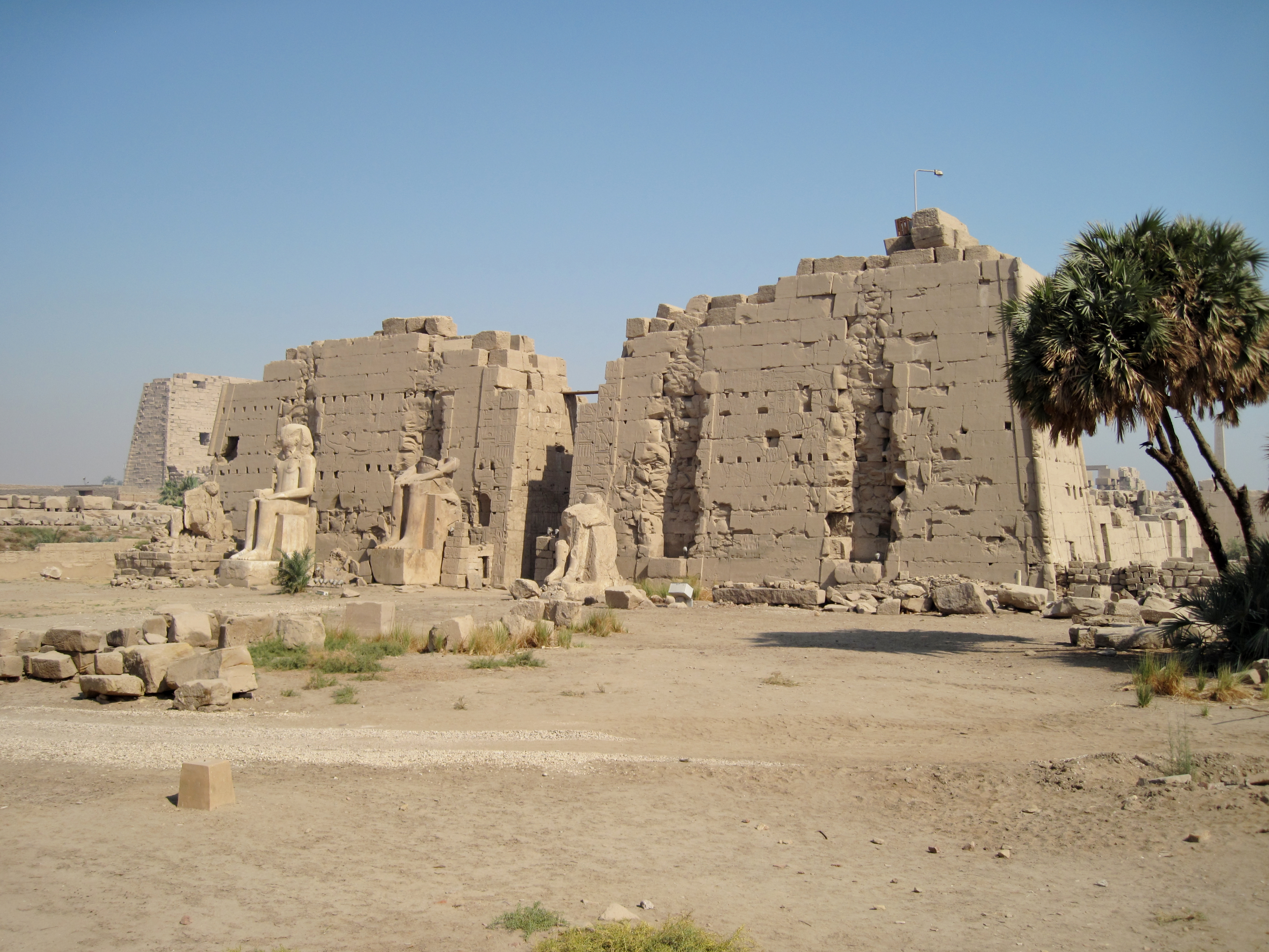
Huitième pylone, construit par Hatchepsout, Karnak.
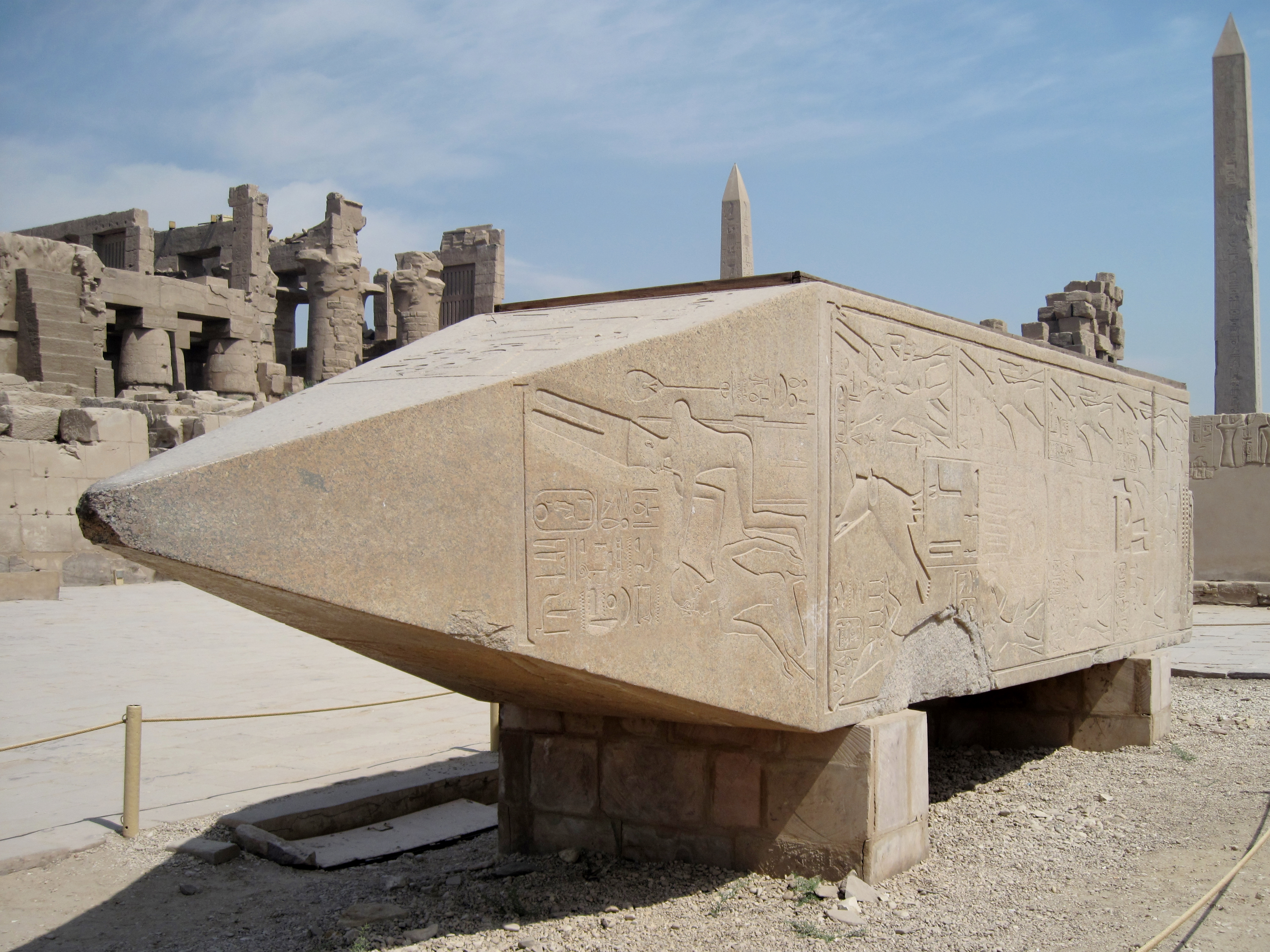
Obélisque tombé, Karnak.
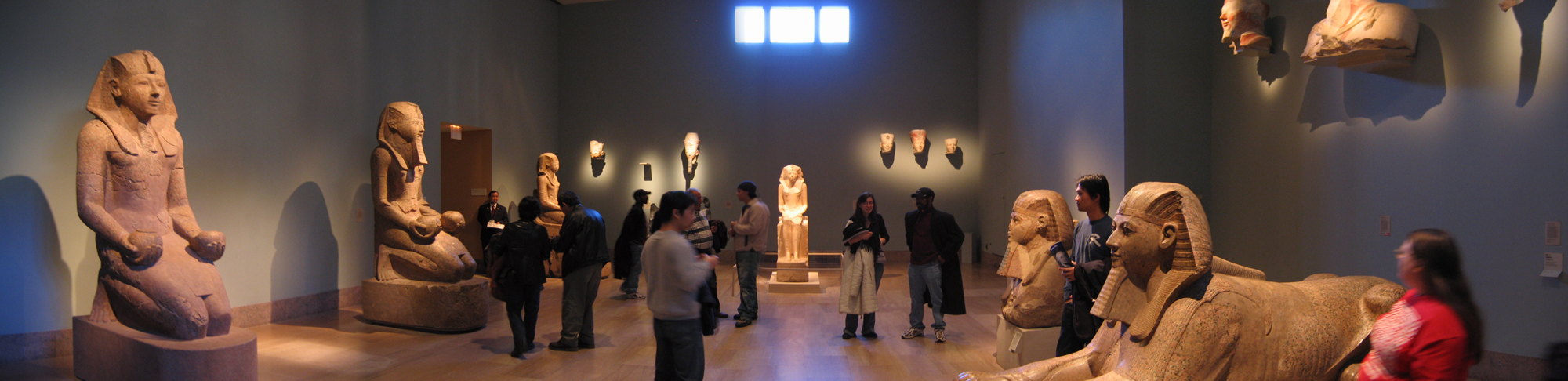
Hatshepsut Room, New York, Metropolitan Museum of Art.